# Якудза
Яку́дза (яп. ヤクザ, やくざ?) — традиционная форма организованной преступности в Японии, группировки которой занимают лидирующее положение в криминальном мире страны. Члены якудза также известны как «гокудо» (яп. 極道 гокудо:, «крайний путь»). В литературе и прессе якудза или её отдельные группировки нередко называют «японской мафией» или «борёкудан» (яп. 暴力団 бо:рёкудан, «насильственная группировка»). Якудза опирается на ценности патриархальной семьи, принципы беспрекословного подчинения боссу и строгого соблюдения свода правил (кодекса мафии), за нарушение которых предусмотрено неминуемое наказание. Стабильность и долговечность кланам якудза обеспечивают как специфические связи между боссом и его подчинёнными, так и сохранение горизонтальных («братских») отношений между рядовыми членами группировки.
Якудза вплетена в экономическую и политическую жизнь Японии и имеет ряд отличительных, только ей присущих черт. В отличие от других преступных образований мира, якудза не имеет чётко определённых территориальных зон влияния, она не опирается на родственные связи как на структурную основу своей организации и не стремится держать в тайне свою внутреннюю иерархию, численность или состав руководства (большинство группировок якудза имеют свои официальные эмблемы, не скрывают местонахождение штаб-квартир и имена боссов, кроме того, многие из группировок зарегистрированы под видом различных патриотических или ультраправых ассоциаций и объединений). Начиная с 1950-х годов японские правоохранительные органы ведут учёт числа группировок и официальных членов якудза. Если типичные довоенные банды состояли обычно из одного лидера и бандитов численностью до 50 человек, то послевоенные группировки объединяли уже сотни, а нередко и тысячи гангстеров. В 1958 году полиция оценивала численность якудза в 70 тыс. человек, в 1963 году — в 184 тыс. человек, объединённых в 5,2 тыс. банд, в 1982 году — в 103,3 тыс. человек (более 2,4 тыс. банд), в 1988 году — в 86,3 тыс. человек (3,2 тыс. банд).
В начале 1990-х годов число якудза превысило 90 тыс. человек (правда, после принятия антимафиозного закона численность гангстеров за несколько лет сократилась до 79,3 тыс.); согласно данным за 2002 год полиция насчитывала 85,3 тыс. членов якудза, в 2005 году — около 87 тыс., в 2007 году — почти 85 тыс., по данным за 2008 год Главное полицейское управление поставило на учёт свыше 82 тыс. гангстеров. По неофициальным данным в стране насчитывается около 110 тыс. активных членов якудза, объединённых в 2,5 тыс. группировок (семей). Важным фактором, способствующим многочисленности якудза, является жёсткая структурированность японского общества, тогда как объединения гангстеров выполняют социальную функцию «последнего прибежища» для людей, не имеющих полноценной семьи или нормальной работы.

## Этимология

Слово «якудза», написанное катаканой

Термин «якудза» произошёл от группировок карточных игроков бакуто, названных так по одной из комбинаций игры ойтё-кабу. «Я» в переводе с японского означало «восемь», «ку» — «девять», «дза» — видоизменённое «сан», то есть «три»; в сумме — двадцать, или самое плохое число в этой японской карточной игре (ещё эта комбинация известна как «свинья»). Сначала слово «якудза» стало обозначать «бесполезную вещь», затем — «бесполезного человека», а так как бакуто считались изгоями и неудачниками, то и себя они стали ассоциировать с проигрышной комбинацией в картах. Впоследствии название «якудза» стало применяться не только к бакуто, но и ко всем японским группам организованной преступности, и до сих пор используется для их обозначения наряду с термином «борёкудан». Некоторые криминологи оперируют словом «борёкудан» в значении «банда» («группировка»), а под «якудза» понимают членов борёкудана, то есть гангстеров, состоящих в организованной группе. Другие специалисты употребляют термины «борёкудан» и «якудза» синонимически, в значении «банда».

## История якудза

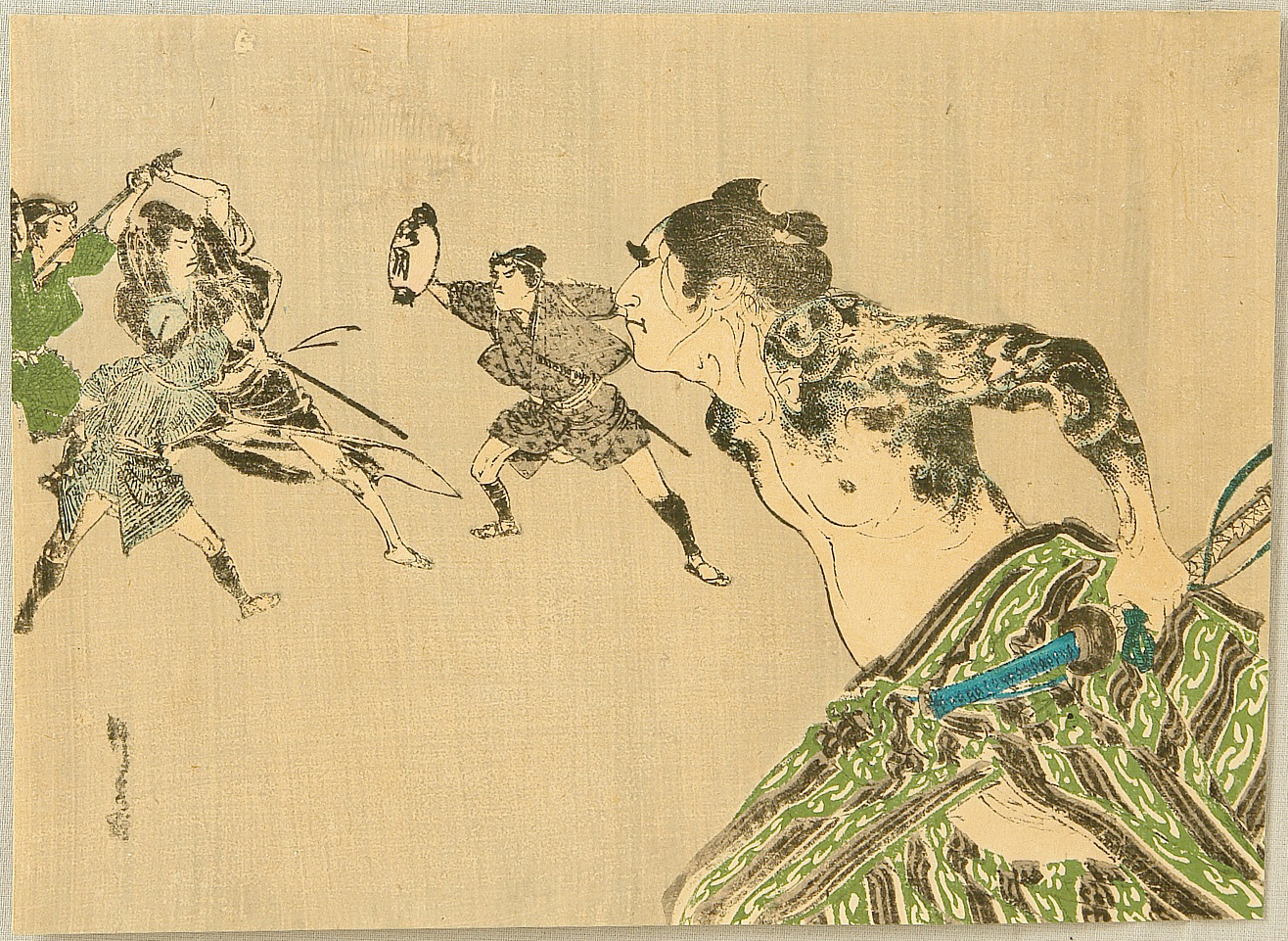
Якудза с татуировкой дракона

Издревле японские феодалы прибегали к услугам либо самураев, которых использовали для открытой борьбы с противником, либо якудза, которые действовали исподтишка, сохраняя облик незаметных и незадиристых исполнителей. В основном структура, традиции и законы якудза сложились в период Эдо (1603—1868), а родоначальниками современных борёкудан были возникшие в XVII веке группировки тэкия (яп. 的屋) и бакуто (яп. 博徒).

### Бакуто и тэкия
Членами групп бакуто становились в основном вассалы дома Токугава, лишившиеся своих земель и имущества по воле сёгуна, а также многочисленные ронины, переходившие с места на место в поисках пропитания и нередко сбивавшиеся в банды, промышлявшие грабежом. Позже к бакуто стали примыкать бродяги и другие деклассированные элементы. В конце XVIII века, с распространением в Японии азартных игр и возвышением в обществе разбогатевшего сословия горожан, основным занятием бакуто стала организация азартных игр в городских притонах и на постоялых дворах почтовых станций, особенно расположенных на главных дорогах.
Группы тэкия создавались из разбойников (яси), основную массу которых также составляли ронины, утратившие своих сюзеренов в ходе череды беспрерывных междоусобных войн. Со временем они трансформировались в странствующих торговцев, мелких воров, вымогателей и мошенников, которые промышляли под прикрытием своих переносных ларьков на улицах и ярмарках, проводимых около монастырей по большим религиозным праздникам. Уже тогда тэкия заслужили плохую репутацию, продавая некачественные товары или обманывая покупателей при совершении сделки с помощью различных технических приёмов. Поклонялись тэкия богу Синно, алтари которого и сейчас можно встретить в домах якудза.

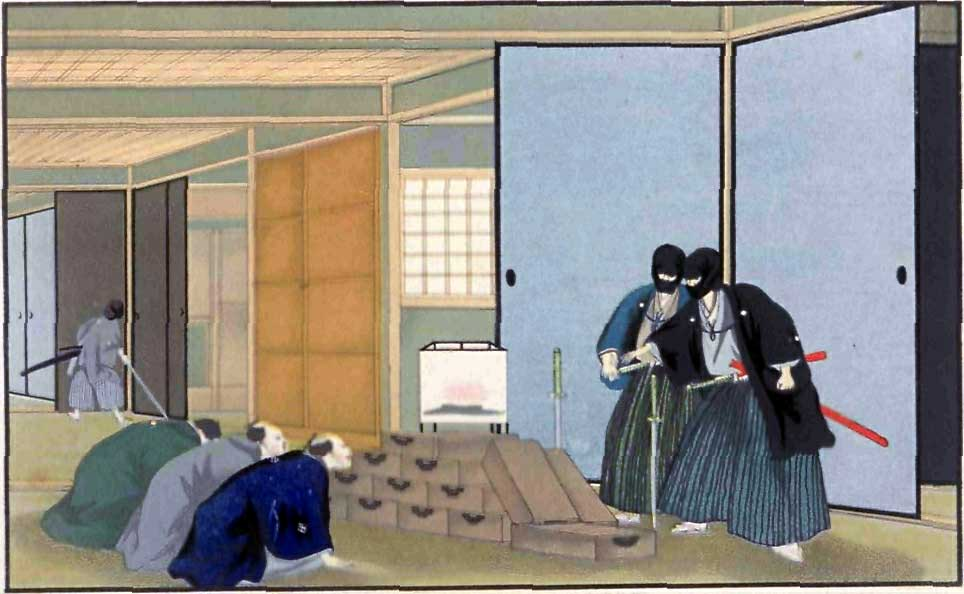
Ограбление ронинами дома торговца

Бакуто и тэкия, связанные в своих объединениях псевдородственными отношениями преданности и клятвой, скреплённой кровью, выработали свой кодекс поведения, за нарушение которого следовало наказание. Новобранец, вступавший в группу, проходил обряд посвящения (ритуал со «священной чашей»), после завершения которого между ним и боссом устанавливались отношения как бы отца и сына. Инициация символизировала отречение от кровных родителей, роль которых теперь выполнял босс и старшие члены группы, требовавшие по отношению к себе безграничной преданности. Тогда же зародился обычай ампутации фаланги пальца, чем новичок демонстрировал свою искренность и самопожертвование перед авторитетом босса и своей новой «семьёй» (позже фалангу пальца стали ампутировать для искупления провинности или ради выхода из банды).
Таким образом, в основу структуры якудза были положены традиционные ценности японского института семьи с его строгой регламентацией места и поведения каждого её члена, безграничной преданностью самой семье и её главе (оябуну), который обладал неограниченной властью над членами семьи и являлся единственным распорядителем средств, но также в обязанности которого входила забота обо всех членах семьи и защита их от внешних врагов. Псевдосемейные (или псевдоклановые) отношения гарантировали преступному объединению устойчивые связи не только между боссом и его подчинёнными (отношения «отец — сын»), но и взаимную сплочённость между другими членами группировки (отношения старших и младших братьев); то есть, такие отношения скрепляли не только вертикальные, но и горизонтальные связи между гангстерами одного ранга, нередко разбросанными по разным городам и даже странам.

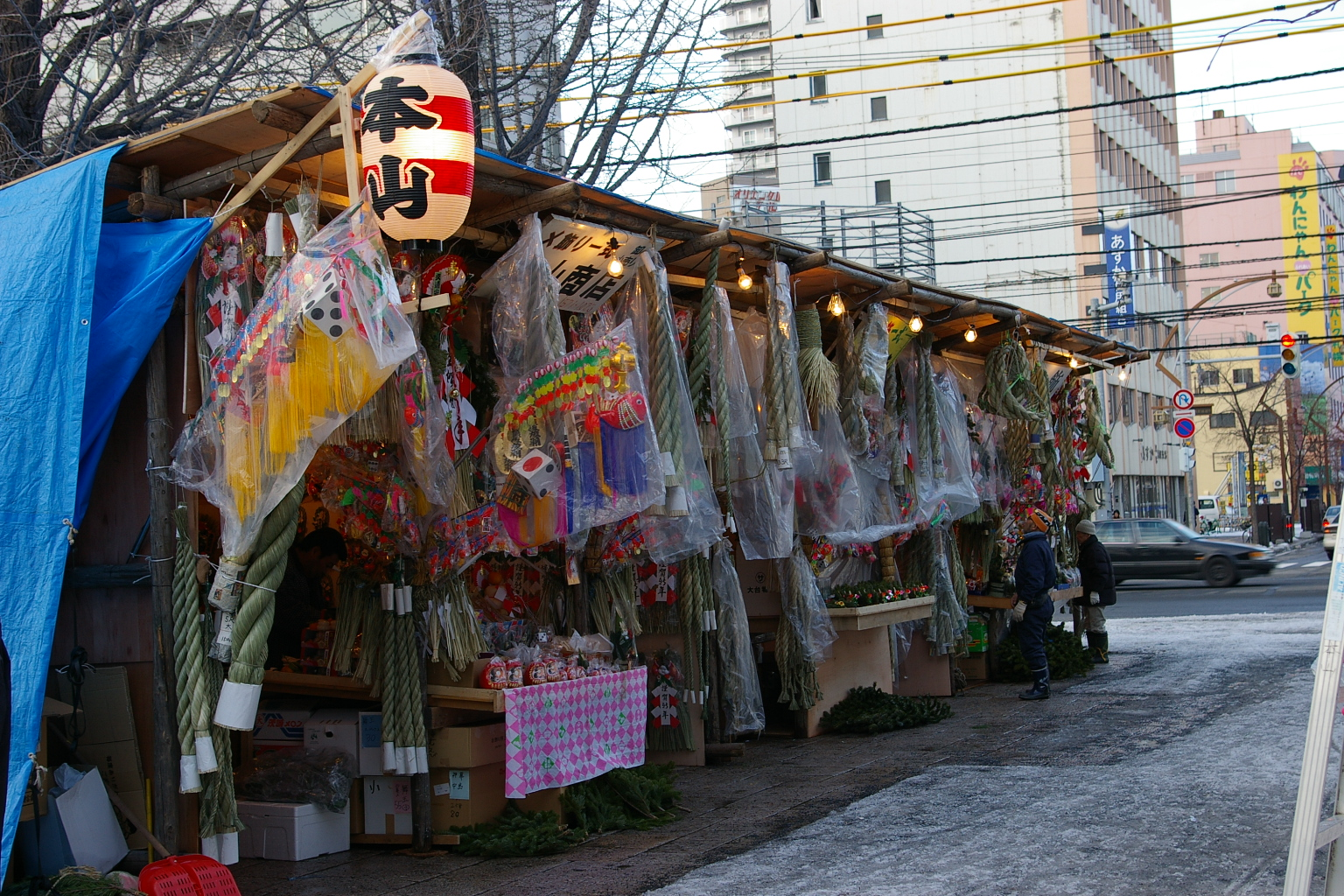
Лотки современных потомков тэкия

В дополнение к семейным традициям якудза в своей идеологии широко применяли элементы самурайского кодекса бусидо, воспевая насильственную смерть всего лишь как трагическую фатальность. Многие оябуны тэкия и бакуто, особенно вышедшие из числа ронинов, культивировали традиции и образ жизни самураев (изучали литературу, обучались владению мечом, подражали самурайскому стилю одежды и поведения). Так как одной из главных функций тэкия и бакуто являлась защита территории и доходов своей группы от посягательств со стороны, оябуны постоянно поддерживали и развивали в своих бойцах агрессивный дух, создавали силовые подразделения для борьбы с конкурентами. Жёсткая дисциплина и взаимная преданность якудза создавали условия, при которых высокопоставленные лица или богатые коммерсанты привлекали гангстеров в качестве телохранителей, а также для выбивания долгов или давления на выходивших из подчинения работников.
Нередко позиции тэкия и бакуто усиливались действиями официальных властей. Например, в целях прекращения уличных драк правительство в 1735—1740 годах назначило некоторых боссов тэкия «надзирателями» на подконтрольных им территориях, наделив преступников титулом, близким к статусу самурая. Начальники полицейских участков из созданного в 1805 году центрального полицейского ведомства привлекали в качестве осведомителей боссов бакуто, которые за обещание ограничить нелегальную деятельность своих групп получали покровительство со стороны правоохранителей и содействие в борьбе с конкурентами. Также группы якудза охраняли «свои» кварталы от воров, грабителей и насильников, способствуя предупреждению уличной преступности. Поэтому среди населения бытовала популярная поговорка: «Днём нас охраняет полиция, а ночью — якудза».

### Первый босс и первая война

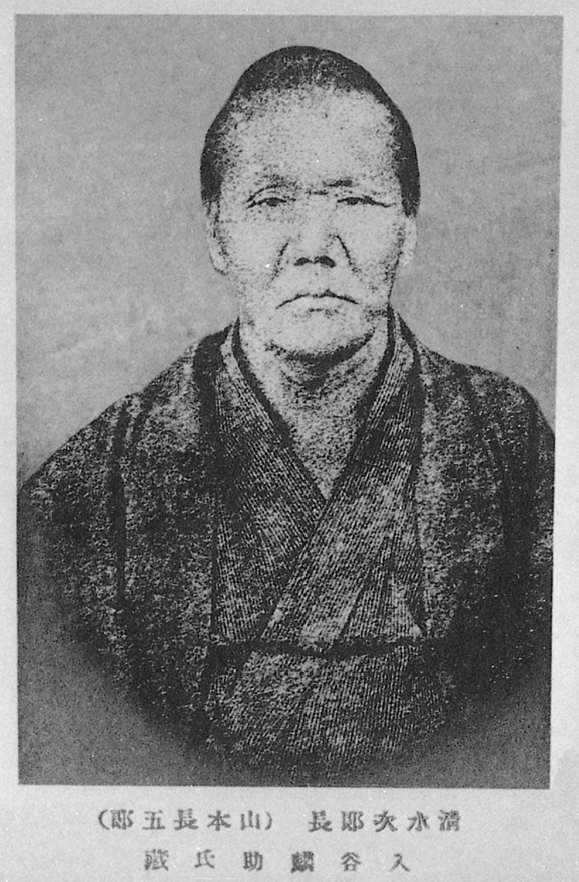
Дзиротё из Симидзу

Первым достоверно описанным в истории Японии главарём якудза был бывший самурай Бандзуйин Тёбэй, живший в XVII веке. Потеряв покровительство феодала, что в те времена случалось нередко, он отправился в переживавший бурное развитие Эдо и открыл там игорный притон. Вскоре уже успевшему разбогатеть и прославиться Тёбэю городские власти предложили заняться наймом рабочей силы для прокладки дорог и ремонта стен замка Эдо. Тёбэй подошёл к этой задаче по-своему: обыгранные им в притоне картёжники долги и проценты по ним отрабатывали на стройках, а якудза получал их заработную плату (с тех пор посредничество при найме на подённую работу стало одной из важнейших сфер интересов японской мафии).
В середине XIX века случился и первый большой мафиозный конфликт, вспыхнувший между расплодившимися к тому времени бандами якудза из-за контроля над территорией. Некий босс Дзиротё из города Симидзу (1820—1893) во главе шестисот боевиков жестоко вырезал группу конкурентов из соседней префектуры. Именно ставшему почти легендарным Дзиротё приписывают популярные у современных японских гангстеров философские сентенции, например: «Пистолет холоден, он лишь механизм, в нём нет персонификации. А меч — продолжение руки, плоти, я могу передать всю глубину ненависти к противнику, вонзив в его тело клинок своего меча. Нет большего наслаждения, чем, погружая руку-меч в тело врага, произнести: прошу вас умереть». На счету Дзиротё числилась и громкая кража больших «золотых дельфинов» (кинсяти) с крыши Нагойского замка, защищавших строение от пожаров (замаливая попутное убийство двух человек, Дзиротё через своего помощника преподнёс храму Компира на Сикоку богатые дары и орудие убийства — свой меч). Ямаока Тэссю, ставший в 1871 году управляющим императорским двором, неоднократно прибегал к услугам головорезов Дзиротё для усмирения столичной бедноты и крестьян.

### Первая половина XX века

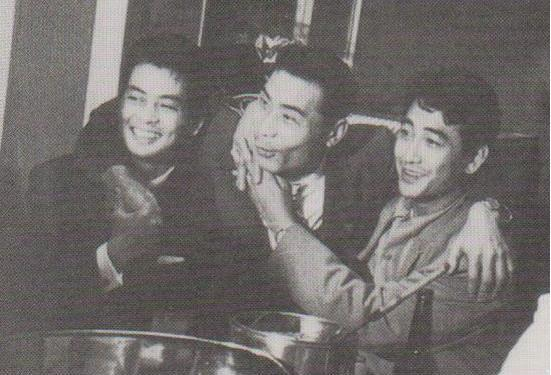
Кадзуо Таока (в центре)

Экономический кризис, охвативший экономику Японии в начале 1930-х годов, вызвал массовую безработицу, забастовки рабочих и крестьянские волнения. Дабы не допустить взрыва народного гнева, власти решили закрыть глаза на распространение незаконных развлечений и диковинных зрелищ. Вскоре под контролем якудза оказались многочисленные игорные притоны, публичные дома и все новые кинозалы, в которых демонстрировались звуковые фильмы. Гангстеры захватывали бары и клубы, где появился вошедший в моду американский джаз, а также усиливали своё влияние в сфере найма грузчиков и строительных рабочих. В Кобэ контроль над преступным миром города захватила банда Ямагути-гуми под началом Нобору Ямагути.
Летом 1934 года местные якудза из Ямагути-гуми по просьбе предпринимателей и властей жестоко усмирили бастовавших портовых рабочих Кобэ, порезав профсоюзных лидеров и активистов докеров. Пока сбежавшие гангстеры ушли в подполье, их боссы благополучно договорились с городской полицией представить кровавую расправу как обычную уличную ссору, после чего якудза сдались правоохранителям с повинной и получили символические сроки (после этого случая взаимовыгодное сотрудничество властей и организованной преступности стало лишь расширяться и приобретать всё новые формы). К середине 1930-х годов под контролем Ямагути-гуми находились порт Кобэ, оптовый рынок, увеселительный квартал со всеми борделями, игорными притонами, концертными залами, театрами и кино, местная федерация сумо и многие провинциальные артисты.
После войны якудза находилась в упадке, многие гангстеры были призваны в императорскую армию (где погибли или попали в плен), в портах хозяйничали солдаты и жандармы, увеселительные кварталы лежали в руинах после бомбардировок, население голодало и уходило из городов в поисках крова. Более 180 тыс. гангстеров были раздроблены на 5,2 тыс. банд, постоянно вторгавшихся на территорию соседей, что приводило к многочисленным кровавым конфликтам и стычкам. В начале 1946 года власти обратились к якудза с просьбой усмирить многочисленных корейцев и китайцев, которых во время войны массово ввозили для рабского труда на предприятиях. Гангстерам из Ямагути-гуми даже пришлось охранять полицейские участки Кобэ, не справлявшиеся с охватившими город беспорядками «выходцев из третьих стран» (в феврале 1946 года был убит начальник полиции одного из районов, в апреле — высокопоставленный полицейский офицер из другого района, затем восставшие корейцы и китайцы захватили полицейский участок и тюрьму).
Осенью того же 1946 года новым боссом Ямагути-гуми (третьим по счёту после основателя банды Харукити Ямагути и его сына Нобору Ямагути, умершего в 1942 году от ножевых ран) стал отличившийся при усмирении корейцев и китайцев Кадзуо Таока, при котором группировка выдвинулась в число лидеров организованной преступности Японии. Самого Таоку на пике могущества считали «королём» японского преступного мира. Родившийся в бедной семье на острове Сикоку и рано потерявший родителей, Таока попал на воспитание к дяде, портовому грузчику из Кобэ. Спасаясь от голода и нищеты, Таока пристал к мелкой банде Ямагути-гуми, которая контролировала ночлежки (гондзо-бэя) и ведала подённым наймом грузчиков в порту. Благодаря жестокости, изворотливости и уму он сделал ошеломляющую карьеру, пройдя путь от стажёра и мелкого налётчика до руководителя эстрадным бизнесом и в конце концов возглавив группировку. Если до войны Ямагути-гуми безраздельно властвовала в Кобэ, то теперь ей приходилось делить город с 75 бандами гангстеров.
Назначив начальником боевиков гиганта-садиста Юкио Дзидо, прославившегося в войну своими зверствами в оккупированном Китае, Таока к концу 1940-х годов поглотил крупнейшую группировку бакуто Кобэ Хонда-кай, вернул под контроль Ямагути-гуми тотализаторы на ипподромах и велотреках, крупнейшие концертные залы Кобэ, а также взял под свою опеку совсем юную восходящую звезду эстрады Хибари Мисору (она, как и десятки других японских певцов и киноартистов, подписала контракт с продюсерской фирмой Таоки «Кобэ гэйнося», а брат Мисоры позже стал полноправным членом Ямагути-гуми). Кроме того, Таока продюсировал кинокартины, в которых восхвалялся образ якудза, помогал карьере своего друга Бунты Сугавары, на чьи концерты билеты распространяли гангстеры, нередко навязывая их владельцам подконтрольных баров и ресторанов. Среди других связей Таоки в японском шоу-бизнесе значились киноактёр Кэн Такакура, артисты разговорного жанра Хаппо Цукитэй, Модака Икэно и Нобуо Муротани. В 1948 году в Токио была основана группировка Инагава-кай, ставшая впоследствии могущественным синдикатом якудза.

### Гурэнтай

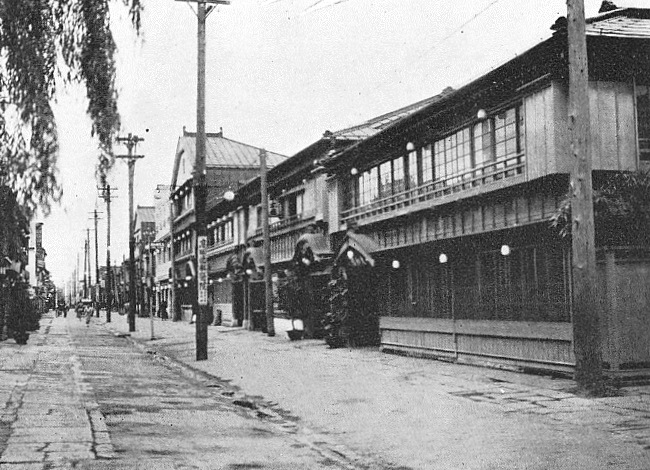
Токийский квартал юкаку Ёсивара

Начавшаяся в 1950 году Корейская война превратила Японию в тыловую базу армии США. Якудза быстро наладили обслуживание «досуга» отдыхавших солдат — поставляли им проституток и наркотики, скупали у тыловых армейских служб товары для процветавшего в стране «чёрного рынка». Очень скоро Ямагути-гуми прибрала к своим рукам все портовые работы в Кобэ, изгнав конкурентов из своей традиционной вотчины (в 1956 году все 12 фирм, работавших в порту, объединились в ассоциацию, вице-председателем которой стал Таока, а затем образовали единый профсоюз, подконтрольный Ямагути-гуми).
Также в послевоенной Японии появился новый тип организованной преступности — группы гурэнтай, основным источником доходов которых было сутенёрство. После введения в 1957 году закона о борьбе с проституцией гурэнтай, окопавшиеся в увеселительных кварталах (юкаку и ханамати) крупных городов страны, занялись сводничеством и охраной подпольных публичных домов от полиции, конкурентов и мелких преступников. Также они нанимались вышибалами в бары и рестораны, торговали наркотиками и даже вторгались в традиционную сферу деятельности бакуто — нелегальный игорный бизнес (в целях выживания старые бакуто были вынуждены или объединяться с гурэнтай, или переключаться на вымогательство и шантаж).
Таким образом сложилось три основные типа якудза — бакуто, тэкия и гурэнтай. Бакуто традиционно зарабатывали в сфере азартных игр и букмекерства, а также промышляли сутенёрством, махинациями в торговле, строительстве и сфере услуг. Тэкия занимались спекуляцией, торговали на рынках и ярмарках бракованной и контрафактной продукцией, а также вымогали деньги у владельцев магазинов, ночных клубов и ресторанов. Гурэнтай действовали преимущественно в местах скопления развлекательных заведений, где контролировали проституцию, продавали стимулирующие средства и порнографию, не брезгуя при этом мелкими кражами, выбиванием долгов и шантажом богатых клиентов борделей (также гурэнтай, несмотря на строгий запрет в оккупированной Японии на огнестрельное оружие, первыми отошли от традиционных мечей и стали применять для решения конфликтов пистолеты). Кроме того, все категории якудза активно привлекались властями для сдерживания и подавления левого движения, профсоюзов, антивоенных и антиамериканских демонстраций.

### Осакская война и возвышение Ямагути-гуми

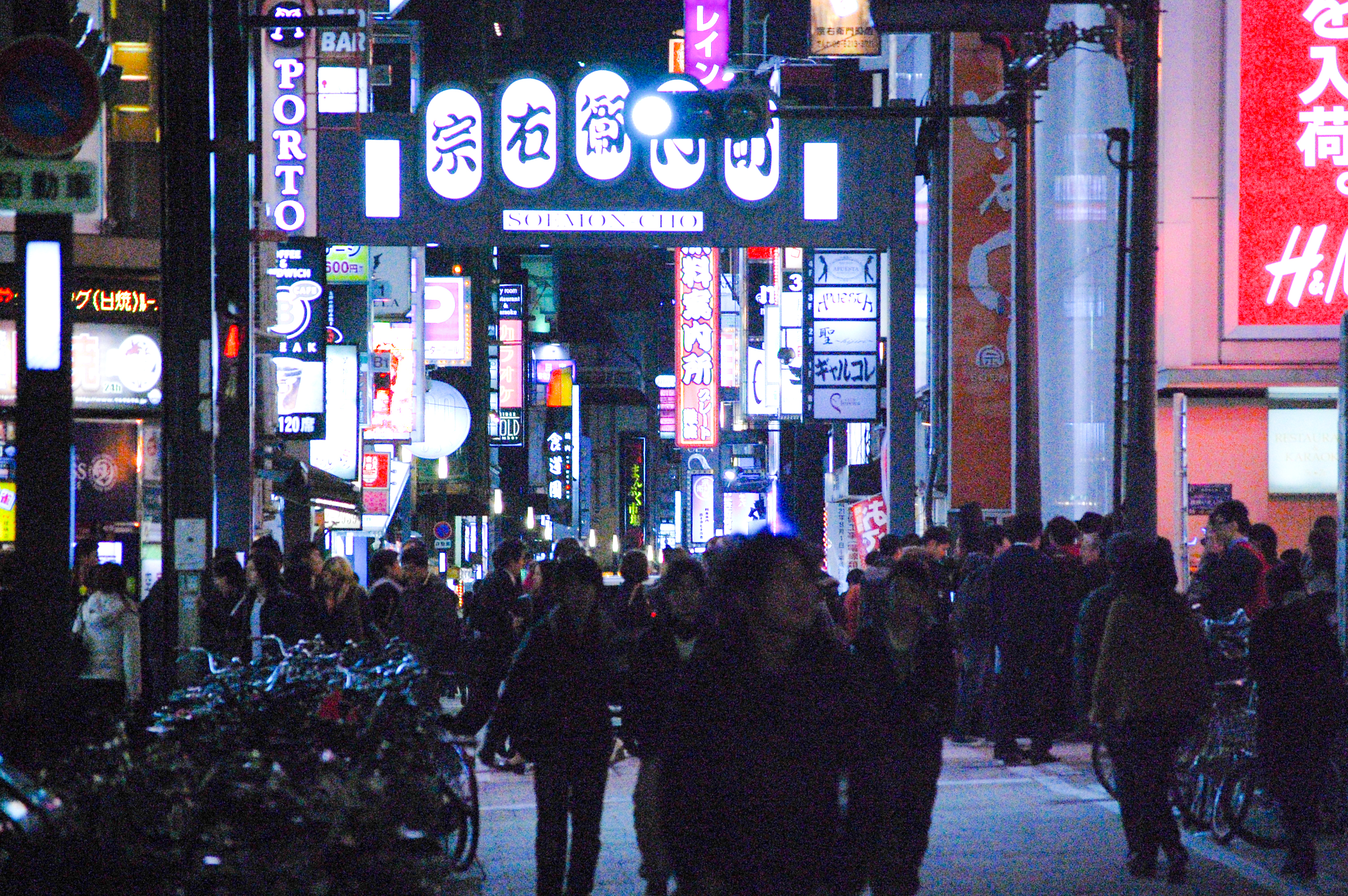
Район Минами в наши дни

К началу 1960-х годов Таока изгнал из префектуры Хёго всех своих конкурентов и вознамерился подчинить влиянию Ямагути-гуми соседнюю Осаку. Посланный на разведку Юкио Дзидо вступил в союз с местной бандой Янагава-гуми, которая контролировала северную часть Осаки и промышляла сутенёрством. Главной целью союзники избрали крупнейшую осакскую группировку Мэйю-кай, под контролем которой находился увеселительный район Минами с десятками баров, ресторанов, бань, публичных домов, наркопритонов и игорных заведений (костяк Мэйю-кай составляли корейцы). 9 августа 1960 года с небольшого конфликта в ночном клубе началась «осакская война», после которой Ямагути-гуми заняла ведущее положение в японском преступном мире. Сотни боевиков Дзидо и банды Янагава-гуми окружили район Минами и стали прочёсывать его в поисках врагов. После убийства главарей Мэйю-кай перестала существовать, а 27 августа 1960 года в осакском отеле «Мино канко» уцелевшие 15 гангстеров, признавших своё поражение, вручили боссам Ямагути-гуми свои отсечённые фаланги пальцев, чем заслужили прощение у победителей.
Большая часть токийских корейцев входила в группировку могущественного босса Хисаюки Матии (он же Чон Гонён). После капитуляции Японии Матии сотрудничал с американской разведкой, и эти связи наряду с ослаблением в послевоенные годы коренных якудза способствовали захвату им процветавшего «чёрного рынка». В отличие от других корейских гангстеров, Матии не конфликтовал с японскими боссами, а наоборот был близок к Кодаме и Таоке. В 1948 году Матии основал группировку Тосэй-кай и вскоре установил контроль над торгово-увеселительным кварталом Гиндза. Его корейская бригада была настолько сильна, что её называли «полиция Гиндзы», и с ней были вынуждены считаться все, кто хотел закрепиться в Токио. Обширная преступно-деловая империя Матии включала туризм, индустрию развлечений, бары и рестораны, импорт нефти и проституцию, а также совместные с Кодамой инвестиции в недвижимость. При посредничестве Матии якудза смогла обосноваться в Южной Корее, за что ему позволили приобрести паромную линию Симоносеки — Пусан. В середине 1960-х годов в результате давления полиции Матии официально был вынужден расформировать Тосэй-кай, что не помешало ему перевести весь преступный и легальный бизнес под «крышу» двух новосозданных структур — Towa Sogo Kigyo и Towa Yuai Jigyo Kumiai. В 1973 году люди Матии оказались причастными к похищению в Токио южнокорейского диссидента Ким Дэ Чжуна, но никаких обвинений им предъявлено не было (в 1980-х годах Матии удалился на «покой», часто отдыхал на Гавайях и умер в 2002 году).
Накануне Токийской Олимпиады 1964 года полиция провела зачистку столицы от группировок якудза, но фактически это была «косметическая» операция по поддержанию имиджа правоохранителей. Хотя с 1965 года Таока на словах проводил политику мирного сосуществования с другими синдикатами якудза, Ямагути-гуми не только поглощала слабые и малочисленные периферийные банды, но и особо не церемонясь посягала на «владения» мощных токийских синдикатов Сумиёси-кай и Инагава-кай. Крупной победой Таоки было поглощение влиятельной группировки Миямото-гуми, а от вторжения в соседнюю с Токио Иокогаму его отговорил только влиятельный «серый кардинал» Ёсио Кодама. Несмотря на агрессивность разраставшейся Ямагути-гуми, в октябре 1972 года при посредничестве всё того же Кодамы Кадзуо Таока и Хидзинари Инагава (босс Инагава-кай) заключили тактический союз, в результате чего вне контроля объединённого картеля оказались всего четыре префектуры страны. По инициативе Таоки было создано «Всеяпонское общество по развитию погрузочно-разгрузочных работ в портах», которое вскоре монополизировало в масштабе всей страны наём портовых грузчиков. Однако случившийся в 1970-х годах переход мирового флота на контейнерные перевозки и механизация погрузочно-разгрузочных работ в портах привели к сокращению доходов якудза от эксплуатации грузчиков. В 1973 году в Японии вступил в силу закон об обложении налогом доходов якудза (уже в следующем году доходы организованной преступности были обложены на сумму 20 млрд иен).
В июле 1978 года на отдыхавшего в ночном клубе Киото Таоку было совершено дерзкое покушение. Несмотря на наличие пяти телохранителей, киллер сумел приблизиться к могущественному боссу, ранить его из пистолета в шею и скрыться. Таоку доставили в местную больницу, где он вскоре пошёл на поправку, а члены Ямагути-гуми начали охоту на покушавшегося. Им оказался член синдиката Мацуда Киёси Наруми, босса которого ранее застрелили в перестрелке боевики Ямагути-гуми (несколько гангстеров разгромлённого клана, в том числе и Наруми, съели пепел убитого оябуна и поклялись отомстить за его смерть). Несколько недель спустя изуродованное тело киллера было найдено в лесу неподалёку от Кобэ.

### Эпоха Ёсио Кодамы

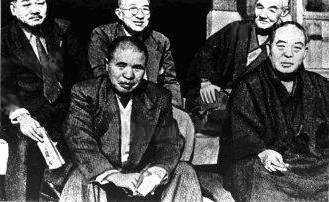
Ёсио Кодама (левый в нижнем ряду) на встрече с политиками Итиро Хатоямой и Букити Мики. 1953 год

Ёсио Кодама на пике своего могущества носил титул куромаку — то есть, «руководитель, действующий за чёрным занавесом» или «серый кардинал». Вплоть до своей смерти в 1984 году он влиял на принятие важных решений среди обширного круга бизнесменов, политиков, депутатов парламента, журналистов и якудза. С конца 1920-х годов Кодама активно участвовал в ультраправом движении и несколько раз отбывал тюремное заключение, затем возглавлял тайные операции японской разведки в Шанхае, попутно занимаясь сбытом на оккупированных территориях наркотиков и вывозом в Японию награбленного имущества и стратегического сырья. В ноябре 1945 года Кодама финансировал создание Либеральной партии Японии (в ноябре 1955 года влилась в состав новообразованной Либерально-демократической партии), в январе 1946 года он был арестован как военный преступник, но вскоре вышел на свободу. Влияние Кодамы и его друга Рёити Сасакавы (ультраправый политик и коммерсант с большими связями в преступном мире) в ЛДПЯ было настольно велико, что трое премьер-министров страны встали во главе правительства благодаря их прямой протекции, ещё трое воспользовались их косвенным содействием. Весной 1960 года власти Японии всерьёз рассматривали возможность привлечь подконтрольных Кодаме боевиков для подавления антиамериканских выступлений и охраны визита президента Эйзенхауэра, выделив «серому кардиналу» на эти цели 600 млн иен. В ходе встречи Кодамы с боссами группировок Кинсэй-кай, Одзу-гуми и Сумиёси-кай были озвучены силы, которые в случае необходимости сможет выставить Кодама для помощи полиции — 18 тыс. гангстеров, 10 тыс. бывших солдат императорской армии и 4 тыс. обученных боевиков ультраправых партий.
В 1960-х годах Кодама, опираясь на свой авторитет, выступал «третейским судьёй» в конфликтах между группировками якудза, он помог синдикатам Сумиёси-кай и Инагава-кай заключить союз, образовав националистическую и антикоммунистическую организацию Канто-кай, и даже написал для этого союза политическую программу (попутно делегаты съезда, проходившего в курортном городке Атами, поделили страну на сферы влияния и обговорили способы борьбы против левых сил). После встречи Кодамы с Таокой, произошедшей в одном из ресторанов Кобэ, был организован Дзэнъай кайги («Всеяпонский патриотический совет»), объединивший всех якудза с правыми взглядами. К началу 1970-х годов Кодама координировал деятельность десятков ультраправых организаций и сотен группировок якудза, он контролировал спортивные газеты и журналы, баскетбольную команду, риэлтерскую компанию, имел долю в судоходной компании и сети ночных клубов, финансировал создание «патриотических» фильмов. В июне 1977 года Кодама предстал перед судом по громкому «Локхидскому скандалу». Его обвинили в том, что через него взятки от американской Lockheed Corporation получали глава правительства Японии, министры и их заместители, парламентарии и крупные бизнесмены, а подконтрольные Кодаме гангстеры надавили на главу All Nippon Airways с целью подписания нужных контрактов (единожды придя в суд, Кодама слёг в больницу и был заочно приговорён к трём с половиной годам тюремного заключения). К началу 1980-х годов на Кодаму замыкалось три четверти японских корпоративных вымогателей сокайя. Среди его близких сподвижников были как финансовый магнат Кэндзи Осано, так и депутат парламента Коити Хамада — завотделом массовых движений ЛДПЯ и ранее судимый член Инагава-кай, когда-то работавший секретарём у Кодамы.

### Сокайя

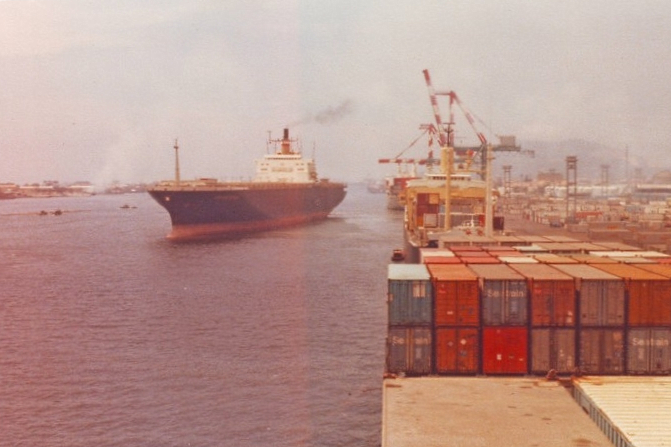
Порт Кобэ в конце 1970-х годов

В 1970-х годах началось внедрение борёкудан в сферу деятельности сокайя (яп. 総会屋 со:кайя) — профессиональных корпоративных рэкетиров, которые шантажируют бизнесменов или которых нанимают для оказания давления на неугодных или несговорчивых акционеров компании, на конкурентов и других субъектов предпринимательской деятельности. Особенно эта тенденция усилилась на рубеже 1980-х годов, когда происходило увеличение численности борёкудан среди сокайя и установление ими связей с независимыми сокайя, ранее не имевшими контактов с организованной преступностью. В 1982 году в стране было 6,3 тыс. сокайя, объединённых в 500 групп (четверть из них работали на синдикаты Ямагути-гуми и Сумиёси-кай, остальные находились под началом Ёсио Кодамы). Ежегодно сокайя вымогали у корпораций около 65 млрд иен (по другим данным эта цифра была значительно больше). После принятия осенью 1982 года закона, изменившего порядок проведения собраний акционеров и запретившего сотрудничество с сокайя, часть из них занялись махинациями в сфере рекламы, печати, торговли и сервиса. Согласно данным полиции в 1987 году насчитывалось около 1,3 тыс. сокайя, 300 из которых были объединены в группы, а также около 1,5 тыс. симбунгоро и кайсягоро — мошенников, проникших в издательства и компании и действовавших подобно сокайя. Постепенно доля членов борёкудан и их влияние среди сокайя и других мошенников неуклонно росло. В итоге сокайя уступили инициативу проведения своих акций якудза (фактически влившись в состав преступных синдикатов как структурные подразделения), а гангстеры внесли в деятельность сокайя собственные тактические приёмы.
Основными методами работы сокайя являются сбор компромата на директоров и топ-менеджеров компаний (в том числе и через подконтрольных частных детективов), сбор сведений об ошибках и просчётах в управлении, при осуществлении инвестиций или других сделок (через своих агентов в компаниях или подкуп действующих сотрудников), внедрение в число миноритарных акционеров с помощью скупки небольших пакетов акций (как на своё, так и на чужое имя), навязывание бизнесменам различных платных услуг, давление на советы директоров с целью получения отступных (в противном случае сокайя срывают общие собрания акционеров или затягивают их, устраивая скандалы, требуя показать те или иные документы, засыпая выступающих массой письменных и устных вопросов), судебные тяжбы против компаний. Под угрозой разглашения компрометирующих сведений сокайя шантажируют руководителей компаний, вымогая у тех деньги, займы (которые не собираются отдавать) или акции предприятия. Также сокайя и подконтрольные мафии компании за вознаграждение оказывают предпринимателям незаконные услуги — отмывают утаённые доходы, списывают или скрывают долги и другие огрехи финансовой отчётности, урегулируют дела банкротов, оказывают давление на профсоюзы, мелких акционеров или активистов, требующих компенсацию за причинённый экологический ущерб.
Среди крупнейших японских корпораций, сотрудничавших с сокайя и плативших им дань, были Mitsubishi Heavy Industries, Mitsubishi Motors, Isuzu, Nomura Securities, Daiwa Securities, Nikko Securities, Nippon Shinpan (ныне часть Mitsubishi UFJ Financial Group), Marubeni, All Nippon Airways, Tokyo Electric Power, Nippon Steel. После принятия в октябре 1982 года закона против сокайя, многие группы вымогателей стали официально регистрироваться как общественные организации, политические ассоциации, «патриотические», ультраправые и антикоммунистические лиги. Это позволило им легально взимать с компаний прежние поборы, но теперь уже под видом практикующихся в Японии так называемых «политических пожертвований». К осени 1983 года в составе синдиката Ямагути-гуми появилось 20 ультраправых групп бывших сокайя, в составе Сумиёси-кай — 11, в составе Инагава-кай — 4. Другие вымогатели стали издавать «деловые» журналы и бюллетени, навязывая компаниям дорогую подписку на эти печатные издания или дорогие рекламные площади (в случае отказа якудза угрожают бизнесменам опубликовать в этих журналах компромат на них или откровенно лживые заказные статьи негативного содержания), организовывать «благотворительные» встречи и фонды, турниры по гольфу, конкурсы красоты или выступления эстрадных исполнителей с дорогими входными билетами.
В июне 1981 года в престижном токийском отеле 3 тыс. гангстеров из Инагава-кай присутствовали на возрождении довоенной организации Дайкося («Громкий рёв»), которую возглавил один из боссов синдиката Эцуро Киси (лидером «Молодёжного отряда обороны государства», вошедшего в состав Дайкося, стал главарь банды босодзоку Кодзи Ватанабэ). В июле 1981 года Ямагути-гуми выбила Инагава-кай из сферы производства игровых автоматов, объединив всех производителей во всеяпонскую ассоциацию (её советником стал Масахару Готода — бывший глава Национального полицейского агентства Японии). В октябре 1981 года в Кобэ состоялись пышные похороны босса Ямагути-гуми Кадзуо Таоки. На склоне лет его ежегодный доход достигал 60 млн иен, а его влияние в преступном мире страны было почти безграничным. На похороны Таоки прибыло свыше 5 тыс. якудза, в том числе боссы и лидеры Кимура-гуми, Такэнака-гуми, Судзукуни-гуми и других банд (за два дня до церемонии полиция провела масштабную облаву на гангстеров по всей стране, задержав 870 высокопоставленных членов организованной преступности из 126 группировок и объявив в розыск ещё 130 человек). Также на прощальной церемонии присутствовали звёзды японской эстрады и кино: Хибари Мисора, Бунта Сугавара, Синтаро Кацу, Нидзико Киёкава и многие другие. Выбранный Таокой незадолго до смерти преемник оказался в тюрьме, и чтобы не допустить кровавой междоусобицы номинально синдикат возглавила вдова Таоки Фумико, обладавшая немалым авторитетом среди гангстеров Ямагути-гуми. В 1984 году новым боссом Ямагути-гуми стал Масахиса Такэнака, но в январе 1985 года его убили в Осаке конкуренты из отколовшейся группировки Итива-кай, что привело к кровопролитной гангстерской войне, затянувшейся на четыре года. К началу 1990-х годов в состав действовавшего в 35 префектурах синдиката Ямагути-гуми входило 559 группировок, объединявших 11,8 тыс. якудза (около 12 % всех гангстеров страны).

### 1990-е годы
В 1989 году пятым по счёту боссом Ямагути-гуми стал Ёсинори Ватанабэ, занимавший этот пост до своего ухода в отставку в 2005 году. Он так охарактеризовал основные принципы работы якудза: «Абсолютное единство. Возмездие. Тишина. Соответствующие поощрения и наказания, а также разумное использование насилия». В январе 1995 года якудза (особенно члены Ямагути-гуми под началом Ватанабэ) принимали активное участие в спасательной операции после произошедшего в Кобэ землетрясения. В ответ на медлительность властей гангстеры самостоятельно организовали распределение среди пострадавших воды, еды, одежды и медикаментов, а затем финансировали часть восстановительных работ. В апреле 1995 года связанный с синдикатом Ямагути-гуми гангстер Хироюки Дзё перед толпой журналистов нанёс смертельный удар научному руководителю секты Аум Синрикё Хидэо Мураи. Получивший славу «японского Джека Руби» гангстер объяснил свой поступок местью за теракт в токийском метро, но многие специалисты высказывали мнение, что таким образом мафия заставила замолчать свидетеля, который мог сообщить подробности того, с чьей помощью секта производила наркотики и отравляющие вещества.
В августе 1995 года в результате обострения длившейся несколько лет войны между Ямагути-гуми и киотской группировкой Айдзукотэцу-кай по ошибке был убит полицейский в штатском. В августе 1997 года в одном из отелей Кобэ был убит влиятельный лидер синдиката Ямагути-гуми и босс группировки Такуми-гуми Масару Такуми (он был финансовым директором синдиката, курировал регион Кансай и его считали вероятным преемником босса Ямагути-гуми Ёсинори Ватанабэ). По одной из версий, его смерть стала следствием конфликта вокруг раздела прибыли от строительства международного аэропорта Кансай, открытого в 1994 году. Экономический спад конца 1990-х годов привёл к очередному реформированию и реструктуризации якудза. В связи с падением доходов подконтрольных структур многие группировки сократили количество своих членов или влились в состав более крупных синдикатов.

### 2000-е годы

Кэнъити Синода

В августе 2000 года в Токио прошли аресты боевиков синдиката Сумиёси-кай, в феврале 2002 года в масштабную мафиозную войну оказалась вовлечена токийская группировка Анэгасаки-кай. Весной 2004 года в префектурах Токио, Тиба, Сайтама и Тотиги разразилась кровопролитная война между группировками Ямагути-гуми и Иидзима-кай. В августе 2005 года Ямагути-гуми возглавил Кэнъити Синода, босс базировавшейся в префектуре Айти группировки Кодо-кай. Вскоре Ямагути-гуми поглотила крупную токийскую группировку Кокусуй-кай, что ещё более укрепило её позиции в столичном регионе. В декабре 2005 года Синода начал отбывать шестилетний тюремный срок за незаконное владение огнестрельным оружием, а фактическим руководителем Ямагути-гуми стал его заместитель Киёси Такаяма (в апреле 2011 года Синода вышел на свободу). В 2006 году от группировки Додзин-кай, которая контролировала северную часть острова Кюсю, откололась банда Кюсю-Сэйдо-кай, что повлекло за собой затяжную гангстерскую войну. К 2007 году в орбиту влияния Ямагути-гуми попал даже токийский синдикат Инагава-кай, что сразу же вывело этот мафиозный союз в бесспорные и недосягаемые лидеры японского преступного мира.
В феврале 2007 года был убит один из лидеров синдиката Сумиёси-кай, а также найден застреленным Кадзуёси Кудо — босс крупной группировки Кокусуй-кай, входящей в синдикат Ямагути-гуми (по одной из версий он покончил с собой). 17 апреля 2007 года влиятельный гангстер и строительный подрядчик Тэцуя Сироо совершил покушение на мэра Нагасаки Иттё Ито, в результате которого тот вскоре скончался в больнице (в мае 2008 года члена группировки Суйсин-кай, входящей в состав синдиката Ямагути-гуми, приговорили за это преступление к смертной казни). Весной и летом 2008 года жители Куруме обращались в суд с требованием перебазировать резиденцию местных гангстеров из влиятельной группировки Додзин-кай, обосновавшихся в деловом центре города. Также в 2008 году часть лидеров Ямагути-гуми попыталась восстановить на посту босса Ёсинори Ватанабэ, но этот неудавшийся заговор был быстро раскрыт, а вовлечённые в него авторитеты отстранены от дел. Масштабная рецессия, охватившая экономику Японии в связи с финансовым кризисом, сильно ударила по доходам якудза и заставила многих гангстеров перейти на режим жёсткой экономии.

## 2010-е годы
В марте 2011 года представители различных синдикатов якудза (особенно члены Сумиёси-кай и Инагава-кай) оказали существенную помощь жертвам разрушительного землетрясения, случившегося у восточного побережья острова Хонсю. В августе 2011 года в городе Куруме представители одной из банд расколовшейся группировки Додзин-кай совершили нападение на дом босса с применением автоматов, пистолетов и гранат. Осенью 2011 года в центре крупного скандала оказалась японская корпорация Olympus, руководство которой правоохранительные органы и финансовые регуляторы заподозрили в связях с якудза. В октябре 2012 года ушёл в отставку министр юстиции Японии Кэйсю Танака, признавшийся в давних связях с якудза. В октябре 2013 года второй по величине японский банк Мидзухо был уличён в кредитовании членов якудза и фирм, связанных с преступными группировками. Деньги предоставлялись, в основном, на приобретение автомобилей, о чём было осведомлено высшее руководство банка. После этого скандала Министерство финансов Японии начало проверку крупнейших банков страны на предмет их связей с синдикатами якудза.
В начале сентября 2015 года на собрании мафиозных боссов в Кобе произошёл раскол в крупнейшем преступном конгломерате страны Ямагути-гуми. В результате внутреннего конфликта клан якудза покинуло до пяти тысяч человек, часть из которых сформировала отдельную группировку под началом босса Ямакэн-гуми Кунио Иноуэ. После раскола в Ямагути-гуми, для предотвращения возможного насилия между враждующими кланами, полиция арестовала десятки наиболее опасных гангстеров. В частности, в октябре 2015 года в Токио по обвинению в вымогательстве денег у бизнесмена был арестован «ветеран» группировки Кокусю-кай Тосиаки Накаи, а вскоре по подозрению в создании фиктивной компании, которая служила прикрытием для незаконных сделок, был арестован один из руководителей Ямагути-гуми Кэндзи Эгути.

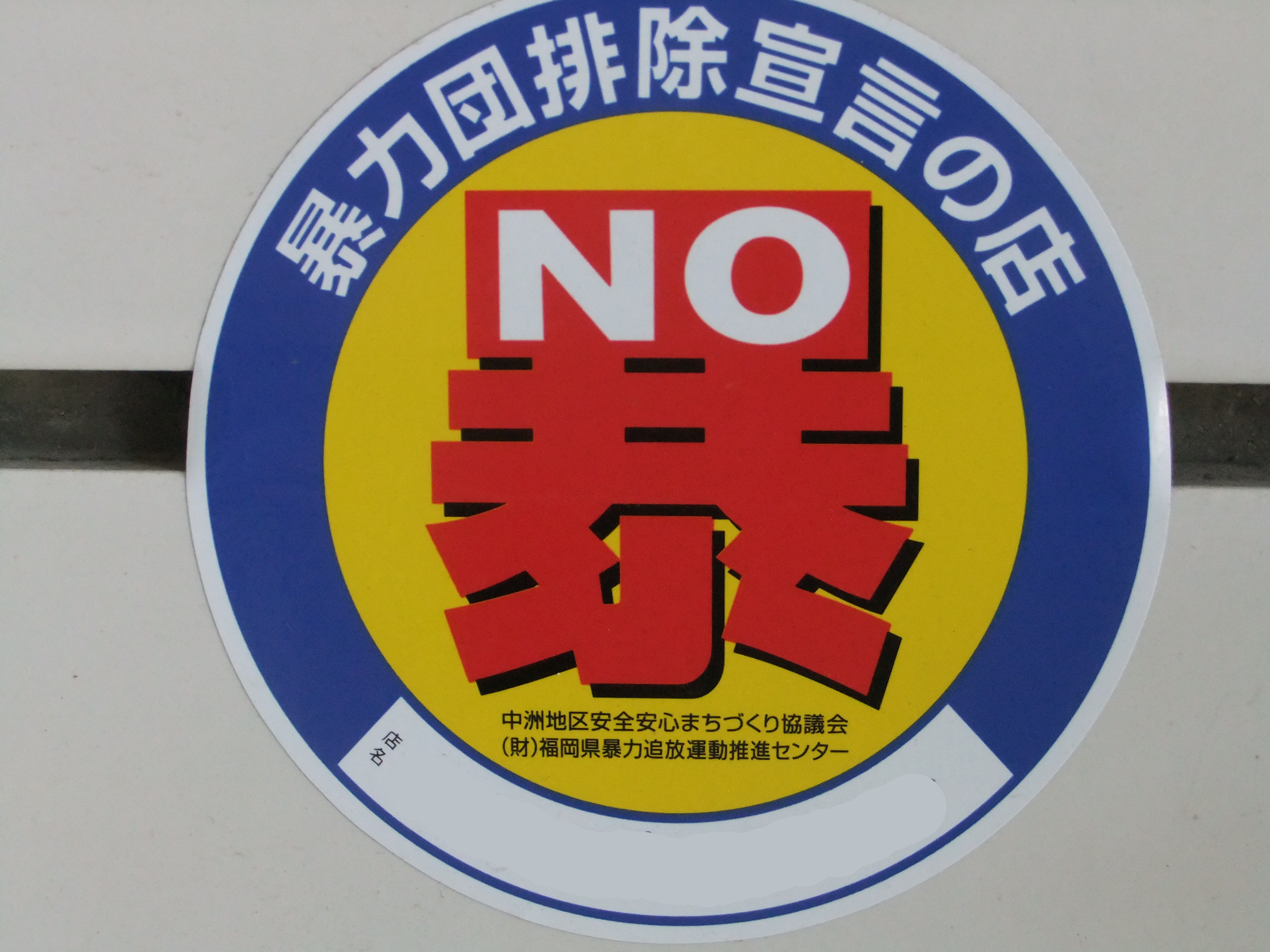
Антимафиозная наклейка

В ноябре 2015 года в Йоккаити был найден мёртвым криминальный босс Ямагути-гуми Тацуюки Хисида, которого перед смертью связали и жестоко избили. Кроме того, в ноябре полиция арестовала 11 членов группировки Кудо-кай, которые поджигали в Китакюсю рестораны и бары, отказавшиеся обслуживать мафиози. Среди арестованных оказался и третий в иерархии босс клана Кэйго Кикути, который отдавал приказы о поджогах.
В феврале 2016 года полиция Кагосимы арестовала четырёх членов группировки Ямакэн-гуми (структурное подразделение конгломерата Кобэ Ямагути-гуми), у которых изъяли около 100 кг стимулирующих и психотропных препаратов общей стоимостью свыше 60 млн долларов. Эта группировка контролировала поставки наркотиков и психотропных препаратов, доставляемых паромами из Кореи и Китая.
В марте 2016 года офис Кобе Ямагути-гуми неизвестные протаранили самосвалом, в мае 2016 года был убит глава одной из бригад, входивших в состав Кобе Ямагути-гуми. В июне 2016 года полиция префектуры Хиого арестовала босса Кобе Ямагути-гуми Кунио Иноуэ за пользование мобильным телефоном, зарегистрированным на имя его знакомой. Согласно данным полиции за 2016 год, численность якудза сократилась до 39,1 тыс. человек, из которых 11,8 тыс. являлись членами Ямагути-гуми (в 2012 году в рядах якудза насчитывалось 63 тыс. членов, в 2013 году — 58,6 тыс., в 2015 году — 53 тыс.). В 2016 году полиция арестовала свыше 20 тыс. мафиози.
В январе 2017 года полиция префектуры Киото арестовала Кунио Иноуэ по подозрению в нанесении травм, однако в июле его отпустили, отсрочив наказание. В апреле 2017 года из-за недовольства части гангстеров высокими членскими взносами группировка Кобе Ямагути-гуми распалась: от неё откололась группировка Нинкё-дантай Ямагути-гуми под командованием босса Ода Ёсинори (с августа 2017 года она стала называться Нинкё Ямагути-гуми). За два года с момента раскола (с осени 2015 до осени 2017 года) между Ямагути-гуми и Кобе Ямагути-гуми произошло около сотни стычек. Ямагути-гуми наладила хорошие отношения с группировками, которые базировались к востоку от региона Кансай (в том числе с Инагава-кай, Мацуба-кай и Сумиёси-кай), а Кобе Ямагути-гуми — с группировками западной Японии (в том числе с Сакаумэ-гуми и Асано-гуми).
К концу 2017 года основными соперниками якудзы в криминальном мире Японии были босодзоку (банды байкеров) и хангурэ (криминальные группировки и уличные банды, не входящие в состав якудзы). В некоторых случаях эти два течения дистанцируются от якудзы и даже враждуют с ней, в других случаях они тесно сотрудничают с якудза или даже вливаются в её ряды на правах младших членов. В августе 2018 года ушёл в отставку глава Федерации любительского бокса Японии (JABF) Акира Яманэ, которого обвинили в подготовке договорных матчей и связях с якудзой.

## 2020-е годы
В начале 2020 года, во время пандемии COVID-19, члены якудза для привлечения симпатий бесплатно раздавали населению защитные маски, туалетную бумагу и салфетки, которые стали дефицитными товарами и исчезли из розницы. Кроме того, компании, связанные с якудза, проводили дезинфекцию больниц, школ, супермаркетов и круизных лайнеров. В то же время введённый в стране карантин ударил по таким сферам деятельности якудза, как проституция, торговля наркотиками, продуктовые киоски, устанавливаемые во время различных религиозных фестивалей и массовых мероприятий.

## Структура якудза

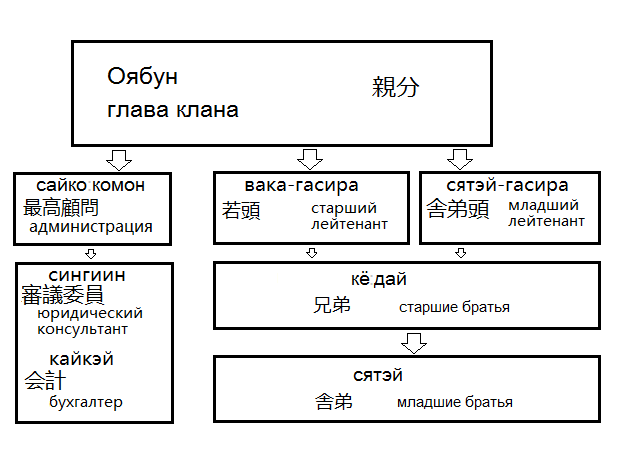
Иерархия якудза

Главной фигурой в иерархии якудза является оябун («шеф») или кумитё («старший начальник», «верховный босс»). В его непосредственном подчинении находятся сайко-комон или камбу-ацукай («администратор» или «старший советник»), санро-кай («группа старших советников»), сохомбутё («руководитель штаба») и главы основных низовых подразделений — вакагасира («старший лейтенант» или «региональный босс», стоящий над несколькими бригадами гангстеров одного региона) и сятэйгасира («младший лейтенант»). На сайки-комон работают сингиин (юридические консультанты) и кайкэй (бухгалтеры), а на вакагасира и сятэйгасира замыкаются командиры различных рангов (кёдай, сятэй, вакасю), рядовые гангстеры (дэката или кобун), новички (куми-ин) и стажёры (сансита). Кроме того, у вакагасира и сятэйгасира есть помощники — соответственно фуку-хомбутё (отвечает за несколько собственных бригад) и сятэйгасира-хоса. В основном новичками борёкудан становятся представители низших слоёв общества с криминальным прошлым (многих рекрутируют из числа байкеров-босодзоку), их средний возраст — около 20 лет. Территория группировки или её подразделения называется «якудза-сима» («остров якудза»), и за её пределы гангстеры выходят лишь в случае получения выгодных «заказов» или с целью войны с конкурентами.
90 % всех борёкудан составляют бакуто, тэкия и гурэнтай. Группировки бакуто состоят из пяти статусно-ранговых функций (ранее их было девять) — оябун, высший и низший штабы, рядовые члены и стажёры. Кроме традиционных отношений «отец — сын», среди бакуто широко распространены и «братские» отношения внутри одного ранга. В группах тэкия существует четыре ролевые функции (в прошлом их было пять) — оябун, высший штаб, рядовые члены и стажёры. Среди тэкия в наибольшей степени сохранились феодальные черты, в их группировках сильно влияние системы «пожизненного найма» и очень крепки горизонтальные «братские» отношения (тэкия поддерживают контакты между «братьями» по всей стране). Для группировок гурэнтай характерны менее сильные сплочённость и стабильность, в них превалируют преимущественно «братские» отношения, но, в отличие от бакуто и тэкия, контроль над младшими рангами основан на принципах принуждения.
В большинстве группировок оябун не выполняет функций, связанных с вознаграждением и наказанием членов своего клана. В якудза действует система, при которой вознаграждение осуществляется в форме передачи вышестоящими членами клана определённой территории рядовым якудза, а те выплачивают определённый процент от дохода с этого района. Региональные преступные группировки объединяются в общеяпонские синдикаты с соответствующей системой соподчинения (отношения между отдельными группами строятся по принципу либо союза, либо иерархической пирамиды, например, если Ямагути-гуми — типичная криминальная пирамида с огромной властью одного босса, то Сумиёси-кай — федерация преступных семей). Большие синдикаты (выборный оябун или совет боссов) не контролируют непосредственно все нижестоящие образования, они лишь осуществляют контроль над группами, стоящими на одну ступень ниже. В процессе становления синдиката существенную роль играют «братские» связи, способствующие сплочению гангстеров (в 1990-х годах в «братских» отношениях состояли 2/3 членов борёкудан, 80 % из которых входили в один и тот же синдикат).

### Крупнейшие группировки
Крупнейшими и наиболее влиятельными синдикатами якудза в Японии являются Ямагути-гуми, Сумиёси-кай и Инагава-кай. На них замыкается более 70 % членов японской организованной преступности, причём на Ямагути-гуми — около 45 %. По состоянию на 2007 год базировавшийся в Кобэ синдикат Ямагути-гуми насчитывал 20 тыс. официальных членов и объединял под своей крышей 99 аффилированных группировок. В Токио базируются два других синдиката из так называемой «большой тройки» — Сумиёси-кай (6 тыс. членов) и Инагава-кай (5 тыс. членов). По другим данным, численность Ямагути-гуми превышала 26 тыс. членов в составе 944 группировок (среди других цифр — 35, 37 и 40 тыс.), численность Инагава-кай — свыше 8,6 тыс. членов (среди других цифр — 9,7 тыс.), Сумиёси-кай — более 7 тыс. членов (среди других цифр — 12,3 тыс.).
В начале 1980-х годов в Японии насчитывалось около 40 мафиозных синдикатов, причём Ямагути-гуми объединял 12 % всех якудза (11,8 тыс. гангстеров, объединённых в 543 группировки, действовали в 35 префектурах). За ним следовали Сумиёси-кай (или Сумиёси-рэнго) — 104 группировки и более 6,7 тыс. членов и Инагава-кай — 107 группировок и почти 4,7 тыс. членов.
По состоянию на конец 2016 года крупнейшими группировками якудза были:
| Название группировки | Местонахождение | Главарь           | Численность |
| Ямагути-гуми         | Кобе            | Синода Кэнъити    | 5200        |
| Сумиёси-кай          | Токио (Минато)  | Нисигути Сигэо    | 3100        |
| Кобе Ямагути-гуми    | Авадзи          | Иноуэ Кунио       | 2600        |
| Инагава-кай          | Токио (Минато)  | Киёта Дзиро       | 2500        |
| Мацуба-кай           | Токио (Тайто)   | Огино Ёсиро       | 650         |
| Кёкуто-кай           | Токио (Тосима)  | Мацуяма Синъити   | 590         |
| Додзин-кай           | Куруме          | Кобаяси Тэцудзи   | 540         |
| Кудо-кай             | Китакюсю        | Номура Сатоси     | 420         |
| Кёкурю-кай           | Окинава         | Томинага Киёси    | 360         |
| Намикава-кай         | Омута           | Намикава Масахиро | 240         |
| Кёсэй-кай            | Хиросима        | Мория Ацуму       | 180         |
| Фукухаку-кай         | Фукуока         | Нагаока Торао     | 150         |
| Соай-кай             | Итихара         | Сиидзука Нобуру   | 140         |
| Адзума-гуми          | Осака           | Такимото Хироси   | 140         |
| Тайсю-кай            | Тагава          | Хидака Хироси     | 130         |
| Айдзу-Котэцу-кай     | Киото           |                   | 110         |
| Кёдо-кай             | Ономити         | Икэдзава Нодзому  | 100         |

## Сферы деятельности якудза

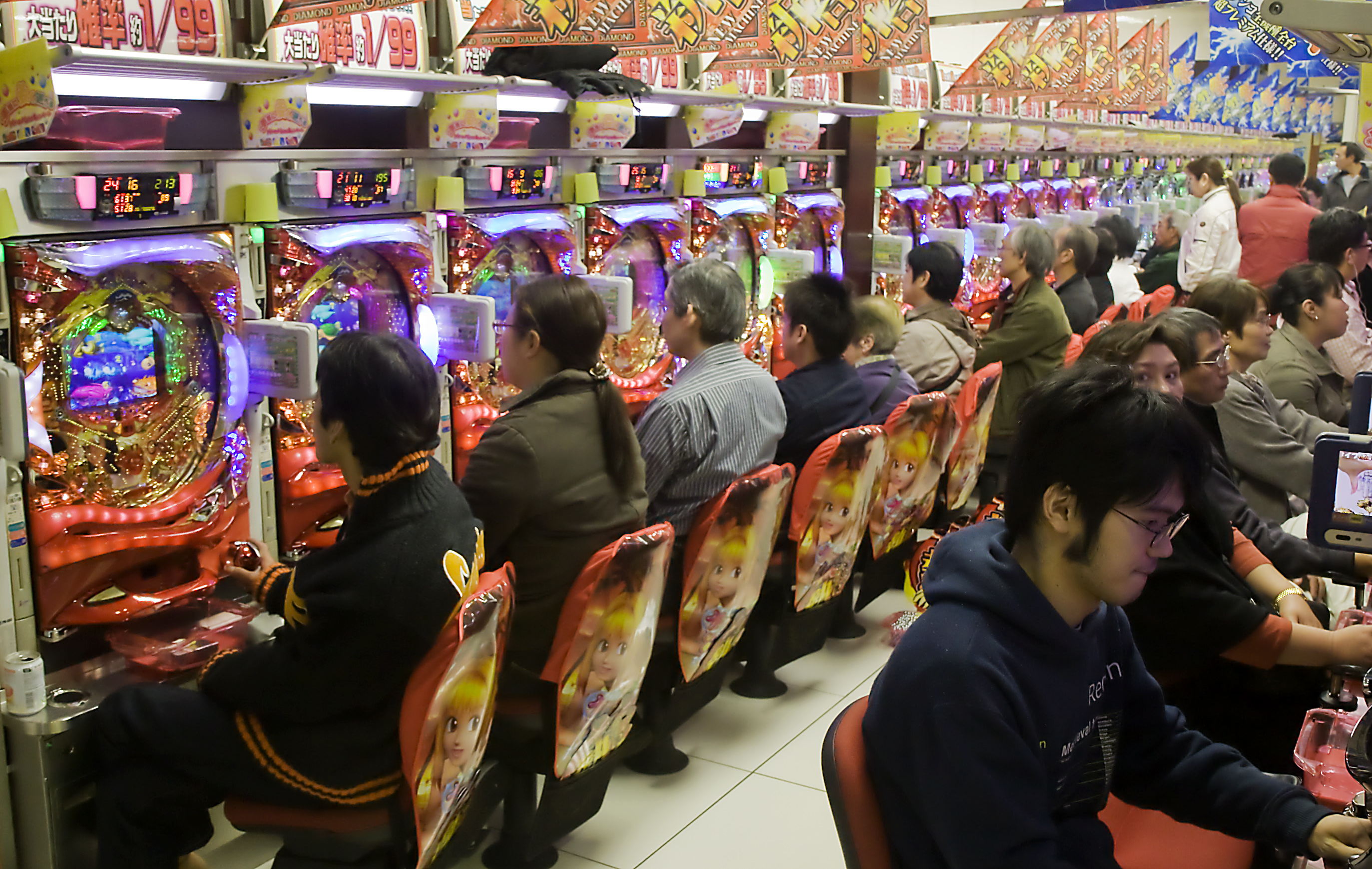
Залы патинко — одна из вотчин якудза

Традиционными сферами интересов якудза являются проституция (включая контроль над всевозможными борделями, массажными салонами, стрип-клубами и банями, а также ввоз женщин для секс-индустрии), подпольный игорный бизнес (включая тотализаторы на играх по бейсболу и сумо, скачках, авто и мотогонках), наркоторговля (импорт и сбыт героина, кокаина, амфетаминов и марихуаны), торговля оружием и боеприпасами, рэкет, ростовщичество и возврат долгов, производство или сбыт контрафактной продукции (дорогих часов, парфюмерии, лекарств, брендовой одежды, компакт-дисков с фильмами и компьютерными играми), угоны автомобилей, контрабанда. Сильные позиции группировки якудза занимают в сфере операций с недвижимостью, строительном и охранном бизнесе, в сфере развлечений, спорта и секс-туризма, продюсирования артистов и порноиндустрии (в том числе в сфере детской порнографии и импорта порнографической продукции из Европы и Америки), они контролируют многочисленные залы патинко, ночные клубы и рестораны, а также организацию различных фестивалей. Более искушённые гангстеры промышляют финансовыми махинациями (особенно на рынке потребительских кредитов, автомобильного и медицинского страхования), торговлей акциями компаний и биржевыми махинациями, аудиторскими услугами и корпоративным шантажом (на этом специализируются сокайя), отмыванием «грязных денег». В 1980-х годах торговля наркотиками приносила японской организованной преступности 44 % всей выручки, игорный бизнес — около 17 %.
Многие компании, подвергшиеся давлению со стороны гангстеров, вынуждены подписываться на издаваемые якудза журналы и бюллетени, покупать для своих офисов у подконтрольных мафии фирм канцелярские товары, цветы и комнатные растения, приобретать билеты на организованные якудза концерты и другие шоу (нередко по ценам намного выше рыночных). Незначительная часть якудза продолжает промышлять кражами, вооружёнными грабежами и вымогательством, сопряжённым с насилием или с угрозой его применения в отношении граждан или мелких предприятий. Однако в 1980-х годах основная часть борёкудан перешли от изъятия у коммерсантов части их прибыли к вторжению в сам бизнес, а также в отношения между предпринимателями и их клиентами (угрожая причинению финансового или морального ущерба: огласить компрометирующие данные, лишить коммерческой репутации, помешать получению предполагаемой прибыли или возвращению ссуженных денег, нарушить спокойную работу предприятия). Также в период «финансового пузыря» многие группировки получали прибыль от сокрытия безнадёжной задолженности компаний и банков и блокировали попытки расследования финансовых нарушений.
Для легализации своей деятельности большинство группировок обзавелись подконтрольными компаниями и предприятиями (основали сами или подчинили своему влиянию): ресторанами, кафе, барами, ночными и стриптиз клубами, дискотеками, банями, ремонтными и строительными фирмами, конторами по операциям с недвижимостью, погрузочно-разгрузочными фирмами в портах, транспортными и складскими компаниями, журнально-газетными издательствами, кредитно-финансовыми учреждениями (в начале 1980-х годов легальный сектор якудза контролировал 27 тыс. предприятий). Кроме того, под контролем якудза находятся многочисленные саракины — ростовщики, промышляющие ссудными операциями с физическими лицами и стягивающие непомерно высокий процент (около 60 % годовых). В первой половине 1980-х годов в Японии насчитывалось более 40 тыс. контор и фирм саракинов.
До середины 1990-х годов якудза имели обширные связи среди японского политикума и крупного бизнеса, приобретённые гангстерами ещё с тех времён, когда они в послевоенной Японии помогали властям и коммерсантам бороться с коммунистами и левыми профсоюзами (так, контакты с якудза имели премьер-министры Итиро Хатояма, Нобусукэ Киси, Эйсаку Сато, Какуэй Танака, Масаёси Охира, Ясухиро Накасонэ и Ёсиро Мори, многочисленные партийные функционеры, министры, парламентарии, губернаторы и полицейские начальники). Также якудза с одобрения правительства в 1960-х годах противостояли антиамериканским демонстрациям и поддерживали на выборах различных уровней своих кандидатов, нередко проводя их даже в парламент. Одним из факторов сближения гангстеров с политиками были приёмы, которые кандидаты в депутаты устраивали для сбора средств на избирательную кампанию (плата за пригласительные билеты служила узаконенной формой пожертвований, а распространяли эти билеты в основном якудза и преимущественно среди своих данников). С 1990-х годов многие видные политики и крупные бизнесмены были арестованы за связи с мафией, что подорвало позиции якудза в верхних эшелонах власти и бизнеса Японии, но они до сих пор сохраняют значительное влияние на местном уровне (особенно среди депутатов префектуральных собраний, чиновников городских и районных администраций). Например, открытые в 2005 году международный аэропорт Тюбу и комплекс выставки Aichi Expo были построены с одобрения и при участии местной группировки Кодо-кай (во многом эти удачные инвестиции в легальный бизнес и позволили боссу Кодо-кай Кэнъити Синоде встать у руля самого могущественного синдиката Ямагути-гуми).
По данным полиции в начале 1980-х годов гангстеры ежегодно продавали 3 тонны наркотиков на сумму в 458 млрд иен, доходы от подпольных тотализаторов составляли 176 млрд иен, от легального бизнеса — 132 млрд иен, от игорных домов и залов игровых автоматов — 70 млрд иен, от проституции и порнографии — 67 млрд иен, от рэкета и шантажа — 67 млрд иен. Годовой доход Ямагути-гуми составлял 102 млрд иен, Сумиёси-кай — 61 млрд иен, Инагава-кай — 44 млрд иен (Ямагути-гуми мог претендовать на место в списке 20-и крупнейших японских корпораций). Босс Ямагути-гуми ежегодно зарабатывал около 60 млн иен, его заместители — от 20 до 30 млн иен, главари группировок — до 10 млн иен, рядовые члены со стажем — около 3 млн иен (при этом средняя ежемесячная сумма, которую гангстер был обязан вносить в кассу группировки, равнялась 600 тыс. иен). В конце 1980-х годов ежегодная прибыль якудза составляла около 1,5 триллиона иен (в то время весь бюджет Японии равнялся 77 триллионам иен). По некоторым оценкам, в 2004 году доходы якудза от нелегального бизнеса оценивались в сумму 1,07 — 1,6 триллиона иен (без учёта доходов, получаемых от легальных компаний, подконтрольных мафии).

### География распространения

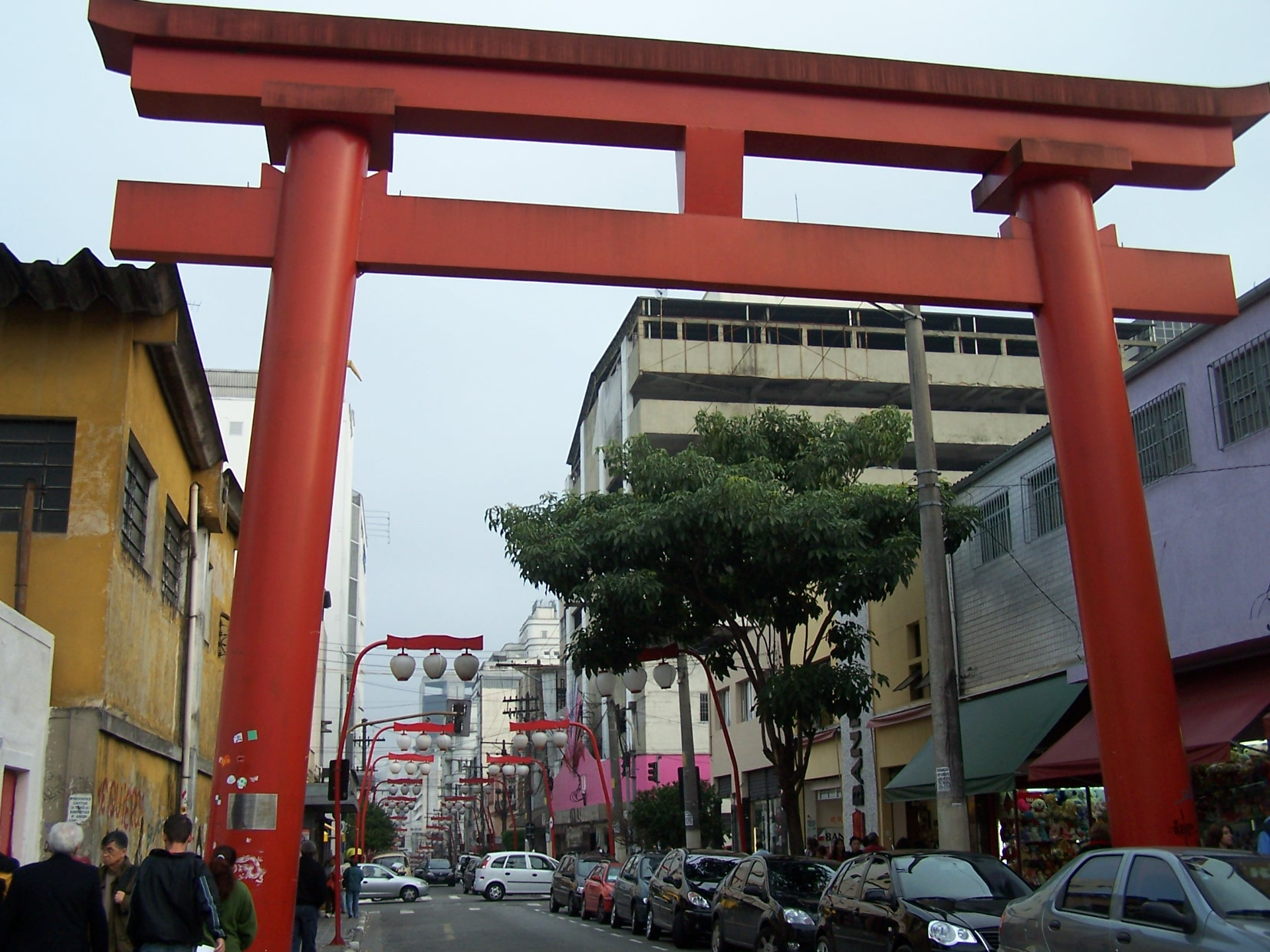
Японский квартал Либердади в Сан-Паулу

Якудза контролируют каналы поставки наркотиков и стимулирующих препаратов из Китая, Северной и Южной Кореи, Тайваня, Гонконга и Филиппин (в начале 1980-х годов 70 % наркотиков поступали в Японию из Южной Кореи, 10 % — из Гонконга, остальные — с Филиппин, Тайваня и из Таиланда). На российский Дальний Восток отправляются угнанные якудза автомобили, в обратном направлении следуют девушки для работы проститутками и стриптизёршами в подконтрольных мафии барах, оружие, боеприпасы и нелегально выловленные морепродукты. Японские гангстеры участвуют в вербовке девушек на Филиппинах, в Таиланде, Вьетнаме и Индонезии для дальнейшей переправки их в Японию и вовлечению в проституцию, а также контролируют каналы перевозки нелегальных эмигрантов из Китая и Кореи (из Китая нередко вывозят маленьких девочек, считающихся обузой в бедных крестьянских семьях). В Западной Европе (Великобритания, Германия, Франция) японские гангстеры собирают дань с бизнесменов-соотечественников, а также промышляют отмыванием «грязных денег» и сбытом краденых в Японии автомобилей.
Местами активности якудза в Америке являются японские кварталы в таких городах как Лос-Анджелес, Сан-Франциско, Сан-Хосе, Сиэтл, Гонолулу, Ванкувер, Нью-Йорк и Сан-Паулу. Японские гангстеры промышляют в США ввозом наркотиков (особенно метамфетамина собственного производства и героина из Золотого треугольника), рэкетом соотечественников, игорным бизнесом, содержанием борделей и стрип-клубов, а также переправляют на родину американское стрелковое оружие. В Калифорнии якудза тесно сотрудничают с китайскими, вьетнамскими и корейскими группировками, в Лас-Вегасе, Нью-Йорке и на Гавайях направляют потоки японских туристов в нужные игорные заведения или публичные дома. В Австралии якудза используют легальные казино в целях отмывания денег, инвестируя прибыль от незаконной деятельности в недвижимость и туризм.
Во многих странах группировки якудза, прежде всего синдикаты «большой тройки», инвестируют средства в легальный бизнес. Например, на Филиппинах японские гангстеры контролируют десятки туристических и торговых фирм, на Гавайях и в Южной Корее — отели и другую недвижимость. Только в 1981 году члены якудза легально и нелегально ввезли в Японию 16,5 тыс. женщин из азиатского региона с целью вовлечь их в секс-индустрию (в том числе 12 тыс. с Филиппин, 2,3 тыс. — из Южной Кореи, 1,7 тыс. — с Тайваня). При этом полиция задержала и депортировала из Японии лишь 319 секс-рабынь. Начиная с 1990-х годов в Японию усилился приток женщин из России, Китая, Латинской Америки (например, из Колумбии) и США. Важной статьёй доходов якудза является организация секс-туризма, особенно в Бангкок, Манилу, Тайбэй и Сеул.

## Субкультура и особенности якудза

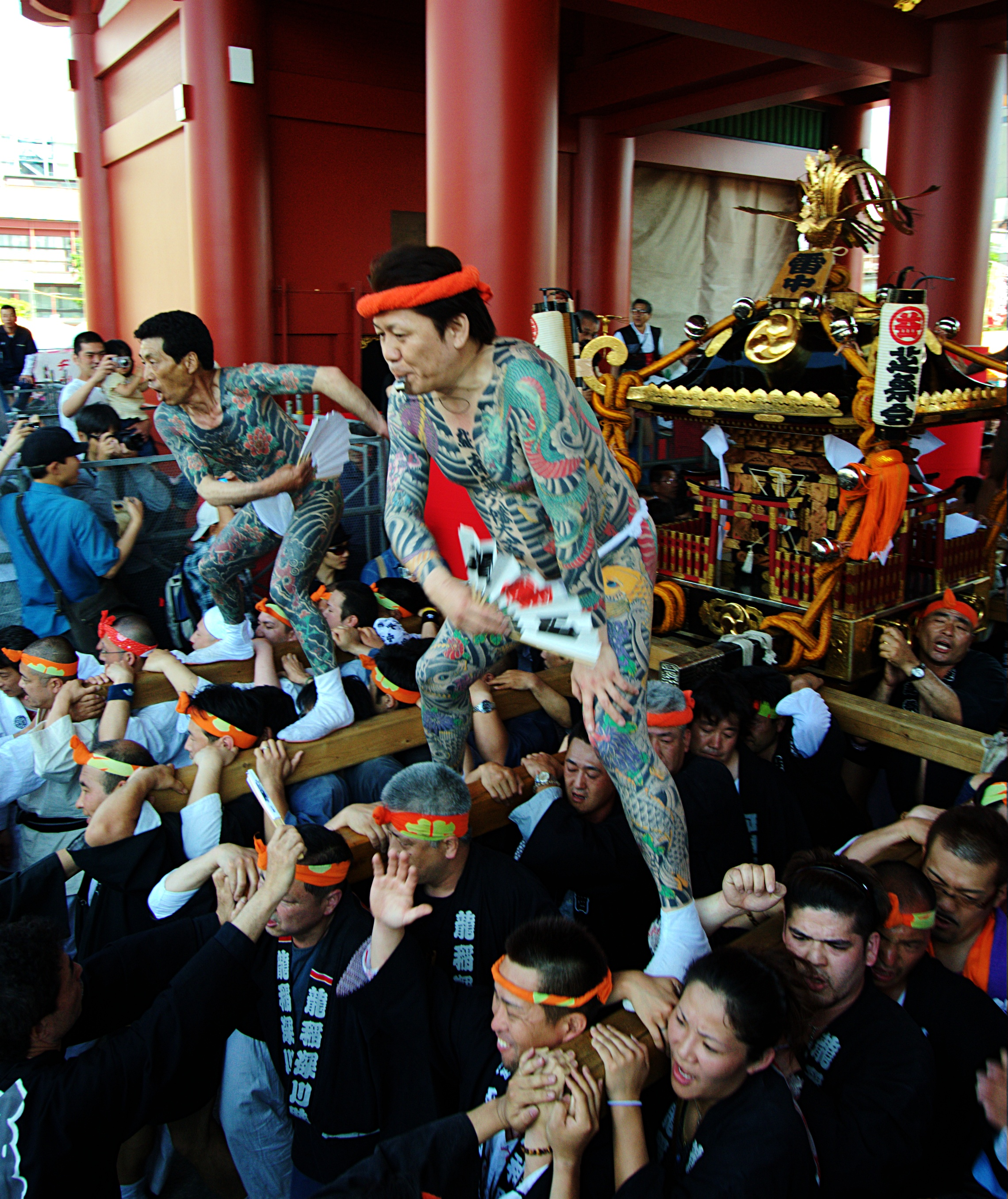
Якудза во время религиозного праздника Сандзя-мацури

Патриархальный институт семьи / клана, сохранившийся с феодальных времён с небольшими изменениями, продолжает оказывать большое влияние на японское общество и в наши дни, однако в наиболее «чистом» виде традиционные ценности этого института сохранились только в объединениях якудза. Одним из главных компонентов субкультуры якудза остаётся восприятие ими преступной группировки как «настоящей» семьи, подчинение устоявшимся «отцовским» и «братским» отношениям. Негласный кодекс поведения членов борёкудан, также являющийся важнейшей частью субкультуры, во многом подражает самурайскому кодексу бусидо. Якудза должен стойко переносить голод, боль (в том числе пытки) и тюремное заключение, обязан хранить секреты группировки, сохранять верность боссу и всему клану, беспрекословно выполнять приказы старших по рангу, жертвовать собой ради «семьи» (например, сдаться полиции с повинной или взять чужую вину на себя), знать криминальный жаргон и «язык татуировок». Он категорически не должен предавать «братьев», присваивать доходы группы или воровать у своих, посягать на женщину другого члена группы, заниматься ничем иным, кроме «бизнеса» своего клана, употреблять наркотики, без приказа вступать в столкновения с членами других преступных групп, совершать насильственные и другие противоправные действия в отношении посторонних граждан. Во имя поддержания репутации якудза как справедливой и защищающей интересы простого народа организации во многих группировках существует правило, согласно которому причинивший ущерб населению член банды должен возместить потери или даже понести наказание.
Среди важных поведенческих норм якудза, носящих рекомендательный характер, выделяются: ведение легального бизнеса или политической деятельности для прикрытия основных криминальных доходов, достижение (по возможности) мирного сосуществования с правоохранительными органами и конкурентами, укрепление единства и солидарности в собственном клане. К характерным чертам субкультуры якудза относятся восприятие силы как главного регулятора отношений между людьми, агрессивность и враждебность к чужакам (доходящая иногда до такой крайней степени, как ритуальный каннибализм), концепция фатальной неотвратимости судьбы, презрение к страху и боли (отчасти даже некий мазохизм), важность сохранения «лица» и неотвратимость наказания за причинённое оскорбление и унижение, а также традиционные морально-психологические нормы гири («чувства долга»). Важной формой мифологизации и создания атмосферы романтики вокруг якудза служит культивирование «самурайского» происхождения борёкудан (нередко это делается и через кинофильмы, снимаемые на деньги самих якудза). Часто для вербовки новичков применяется «облагораживание» грязного бизнеса мафии и создаётся основа для морально-психологического оправдания преступной деятельности группировок (например, посредством придания гангстерам образа «робин гудов», которые верны узам преданности и стремятся защитить слабых). Среди японцев, особенно старшего поколения, твёрдо укоренилось мнение, что якудза, несмотря на совершаемое иногда случайное насилие, всё же «меньшее из зол» или «терпимое зло» (мол, они удовлетворяют низменные потребности общества, при этом сохраняя видимость «гармонии» и не осуждая людей за грехи, а также дают возможность самореализоваться и держать себя в рамках приличия тем людям, которые, не будь они членами якудза, доставили бы обществу куда больше неприятностей).
С меньшим рвением чем раньше, но сохраняются и традиционные ритуалы якудза. Согласно статистике, относящейся к середине 1990-х годов, у 70 % якудза тело было покрыто татуировками, около 40 % прошли обряд посвящения, у 40 % отсутствовали фаланги пальцев. Якудза запрещено публично демонстрировать свои татуировки. Единственным исключением является синтоистский праздник Сандзя-мацури, ежегодно проводимый в токийском храме Асакуса. Вместе с тем постепенно стирается статусно-ранговая структура борёкудан, сокращается доля лиц, имеющих опыт «стажёрства» (то есть, прошедших испытательный срок), ослабевает сплочённость групп, снижается беспрекословная верность руководству (особенно среди молодых членов). Также упрощается и выход из группировки (согласно той же статистике только 10 % членов якудза, покидавших ряды мафии, подвергались физическому наказанию). До начала 1960-х годов половина всех якудза, вступавших в клан, проходили в течение трёх лет суровую школу «стажёрства», у остальных гангстеров подготовка занимала от года до двух лет.
Во время церемонии посвящения палец кандидата прокалывают и капают кровью на изображение святого, после чего поджигают картинку в руках новичка, произносящего клятву верности клану. Важное значение в ходе обряда имеет саке, символизирующее кровь якудза. Босс и новичок сидят друг напротив друга и обмениваются чашечками саке, становясь таким образом «названным отцом» и «названным сыном» (саке смешивают с солью и рыбьей чешуёй, чашка оябуна наполнена до краёв, чашка новичка — намного меньше; сначала они отпивают маленькие глотки из своих чашек, затем обмениваются и отпивают из чашки друг друга). После обряда посвящения новичок становится полноправным якудза и членом клана, а его семья отходит на второй план, уступая первенство клану. Если равные по статусу «братья» заключают между собой договор, то количество саке в их чашках одинаково.
Многие кланы якудза традиционно поддерживают ультраправые организации страны. Например, покойный босс Ямагути-гуми Кадзуо Таока восхищался идеями Мицуру Тоямы и даже в честь него назвал своего сына Мицуру (Тояма в молодости считался «королём трущоб» Фукуоки, а затем сыграл ключевую роль в сращивании организованной преступности с ультраправым националистическим движением). Но значительная часть гангстеров сдержанно относится к расистским и ксенофобским лозунгам правых. Одной из причин является тот факт, что многие гангстеры имеют неяпонские корни (как правило, корейские или китайские), а часть якудза происходит из презираемой в Японии касты буракуминов (например, босс токийского синдиката Инагава-кай Киёта Дзиро, он же Син Бёнгю или один из боссов базирующейся в Киото группировки Айдзукотэцу-кай Токутаро Такаяма были этническими корейцами). В новогодние праздники согласно обычаю отосидама многие кланы якудза одаривают взрослых и детей подвластного района угощениями, денежными подарками и игрушками. Ради симпатий простых обывателей и поддержания своего имиджа защитников обездоленных (а также стремясь лишний раз не привлекать внимание полиции к своему кварталу) якудза демонстративно борются с мелкими хулиганами (кусубори), карманниками или насильниками, следят за порядком и благоустройством на подконтрольной территории. Нередко накануне какого-либо массового мероприятия или праздника власти обращаются за помощью к якудза, прося помощи в поддержании общественного порядка.

### Внешние атрибуты

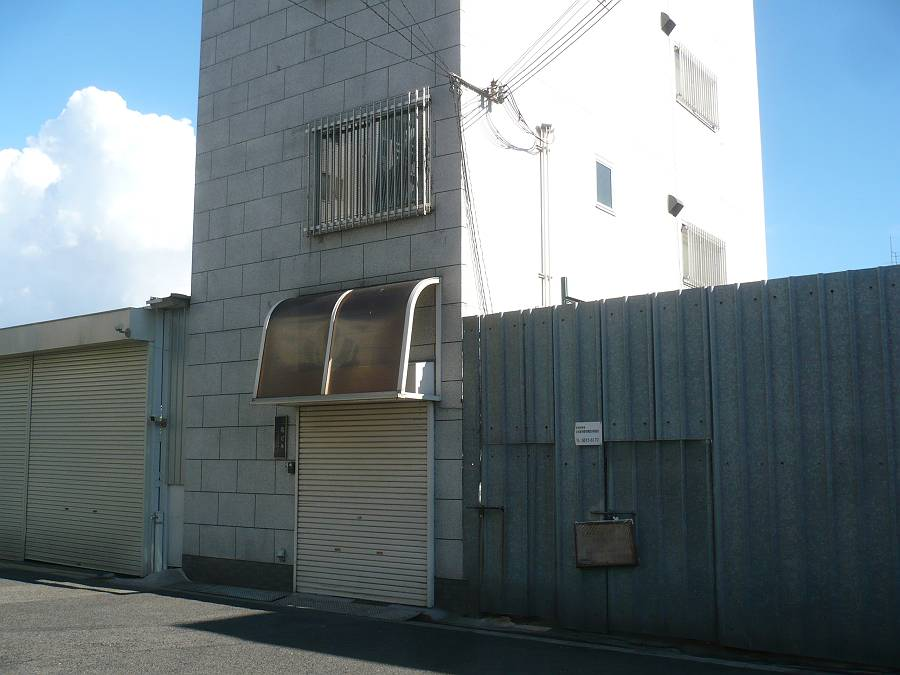
Офис группировки Мисима-гуми в Осаке

Важным атрибутом принадлежности к якудза являются татуировки, обильно наносимые гангстерами на свои тела. Эта болезненная процедура может занять сотни часов, но она призвана символизировать твёрдость характера якудза. Типичными изображениями для татуировок являются драконы, цветы, горные и морские пейзажи, а также эмблемы группировок. Около 68 % якудза имеют татуировки, хотя в последнее время для сокрытия своей принадлежности к мафии многие гангстеры прибегают к их выведению. Исторически нанесение тату было призвано показать выход человека из-под родительской и общественной опеки, так как, согласно конфуцианским нормам, тело давалось человеку родителями и «портить» его он не имел права. Кроме того, японские власти считали татуировку варварским обычаем и она с 1872 по 1948 год была запрещена законом.
Многие якудза сохраняют приверженность к стилю американских гангстеров 1950-х годов, до сих пор надевая блестящие обтягивающие костюмы и остроносые туфли, укладывая волосы с помощью бриолина, предпочитая большие американские автомобили типа Cadillac или Lincoln. Однако молодёжь всё больше ориентируется на одежду модных марок и современные автомобили представительского класса (Mercedes-Benz или Toyota).
Оступившиеся или «потерявшие лицо» якудза, а также решившие покинуть группировку гангстеры с помощью танто и молотка молча совершают обряд ампутации фаланги пальца — юбицумэ (завёрнутый в ткань обрубок, чаще всего фаланга левого мизинца, преподносится боссу как символ искупления проступка). Следующая ошибка приводит к ампутации второй фаланги, после чего якудза переходит к другому пальцу (в старину все эти действия приводили к тому, что гангстеру всё труднее удавалось владеть мечом и соответственно увеличивалась его зависимость от воли босса как защитника, сегодня ритуальное членовредительство носит чисто символический характер). Чтобы не выдавать свою принадлежность к уголовному миру многие якудза скрывают отсутствие пальцев с помощью протезов. Раньше в исключительных случаях провинившиеся или опозоренные гангстеры совершали сэппуку, но сейчас этот ритуал сошёл на нет.
Штаб-квартиры кланов якудза нередко украшены неоновыми эмблемами, их адреса печатаются в справочниках. Некоторые члены группировок носят эмблемы в виде значков или нашивок на своей одежде, изображают их на визитных карточках или сувенирной продукции (открытках, блокнотах, часах). В 2013 году Ямагути-гуми даже начала выпускать собственный журнал.
|              |             |            |            |          |            |             |
| Ямагути-гуми | Сумиёси-кай | Мацуба-кай | Кёкуто-кай | Кудо-кай | Асано-гуми | Адзума-гуми |

## Борьба с якудза
Многие группировки якудза имеют осведомителей в полиции, которые предупреждают гангстеров о готовящихся против них мероприятиях. Также нередким явлением считается получение полицейскими чинами взяток от гангстеров за открытие питейных заведений, «крышевание» подпольных игорных домов или борделей. Во многих тюрьмах сотрудники за взятки проносят заключённым запрещённые предметы и оказывают нелегальные услуги. Но в общем уровень коррупции среди японских правоохранителей сравнительно низкий, и силовые органы периодически проводят крупномасштабные операции против организованной преступности. Большую обеспокоенность вызывает не сама коррупция, а взаимовыгодное сотрудничество низовых чинов полиции и якудза в сфере борьбы с уличной преступностью, насилием и беспорядками, их общие взгляды на способы поддержания правопорядка и вытекающая отсюда «дружба» рядовых полицейских (участковых и квартальных) с «нормальными» гангстерами. Поэтому многие полицейские предпочитают сохранять статус-кво и играют по правилам якудза — закрывают глаза на некоторые проступки, предупреждают боссов об облавах, арестовывают только тех, кого нужно, оформляют преступления на указанных мафией лиц, изымают по наводке гангстеров оружие и наркотики для улучшения отчётности и продвижения по служебной лестнице.
В июне 1982 года в ходе масштабной облавы полиция арестовала 53 членов Ямагути-гуми, обвинённых в организации азартных игр, букмекерстве и рэкете. Ещё 52 гангстера были объявлены в розыск, в том числе кандидат в депутаты парламента Сигэмаса Камода (он входил в число наиболее влиятельных боссов синдиката, возглавлял десятки группировок и контролировал преступный бизнес в 14 префектурах, ранее он отличился во время «осакской войны» и был несколько раз судим за участие в подпольном игорном бизнесе, торговлю наркотиками и убийство).
В 1992—1993 годах в Японии был принят антимафиозный закон, который подорвал почти легальное существование якудза (главной целью закона было ограничить отмывание «грязных денег» через инвестиции в легальный бизнес и увеличить полномочия правоохранительных органов, борющихся с мафией). Охлаждение отношений между властями и якудза привело к тому, что мафия стала более скрытной, практически прекратился обмен информацией между полицией и гангстерами, а в некоторых регионах якудза были потеснены группировками иностранцев. Но гангстеры через официальные компании, коррумпированные связи и усложнившуюся конспирацию рэкета смогли выжить и сохранить свои позиции в обществе.
В августе 2003 года был арестован влиятельный гангстер Сусуму Кадзияма, известный по прозвищу «Король ростовщиков». Он входил в руководство базировавшейся в городе Сидзуока группировки Горё-кай, курировал около 1 тыс. ростовщиков, ссудных компаний и контор синдиката Ямагути-гуми, а также занимался широкомасштабным отмыванием денег мафии через иностранные банки. Пожертвования от Кадзиямы получали многие влиятельные фигуры Либерально-демократической партии и высокопоставленные чины полиции.
Во второй половине 2000-х годов власти Японии стали изменять и ужесточать законодательную базу, направив усилия на ограничение влияния мафии на все сферы жизни общества. В 2006 году вступил в силу запрет оказывать представителям организованной преступности социальную помощь (в том числе выплачивать им пособия по безработице и предоставлять другие финансовые льготы). В июне 2007 года правительство ввело рекомендации для делового сообщества Японии, согласно которым компании должны самостоятельно ограничивать любое сотрудничество с якудза и расторгать ранее подписанные контракты, если партнёрами оказались люди, связанные с якудза. В 2008 году в Японии был принят новый закон, согласно которому теперь к ответственности привлекались не только конкретные гангстеры, совершившие преступления, но и их боссы. В 2011 году последние японские префектуры утвердили закон, запретивший осуществлять выплату компаниями любых сумм денег или предоставлять другие вознаграждения преступным группировкам.
В феврале 2012 года власти США ввели финансовые санкции против Ямагути-гуми, а в сентябре того же года — в отношении Сумиёси-кай (их активы и счета заморозили, а лицам, уличённым в связях с этими синдикатами, будет запрещён въезд на территорию США). В марте 2013 года к шести годам заключения был приговорён Киёси Такаяма — босс входящей в состав синдиката Ямагути-гуми группировки Кодо-кай, которого обвиняли в вымогательстве денег у бизнесмена.
Немаловажным и относительно новым фактором борьбы с якудза является сопротивление простых граждан присутствию гангстеров в их районе или городе (наибольшую огласку получили факты борьбы горожан с очагами мафии в Хамамацу и Куруме). Однако якудза привычно отвечают насилием, избивая или убивая активистов и поддержавших их бизнесменов, громя и поджигая предприятия, отказавшиеся от покровительства мафии. Также многие компании при поддержке властей предлагают рабочие места и программы реабилитации для членов якудза, которые пожелали «завязать» с преступным прошлым.

## Якудза в массовой культуре
Образ якудза часто используется в современной массовой культуре. Широко известна серия фильмов о якудза (или в которых присутствуют якудза) режиссёра и актёра Такэси Китано — «Жестокий полицейский» (1989), «Точка кипения» (1990), «Сонатина» (1993), «Ребята возвращаются» (1996), «Фейерверк» (1997), «Брат якудзы» (2000), «Затойчи» (2003), «Беспредел» (2010), «Полный беспредел» (2012) и «Последний беспредел» (2017).
Другим известным режиссёром, работающим в жанре фильмов о якудза, является Такаси Миикэ. Среди его наиболее известных работ — «Синдзюку преступник» (1994), «Цельнометаллический якудза» (1997), «За гранью дозволенного» (1999), «Живым или мёртвым» (1999), «Живым или мёртвым 2» (2000), «Парни из рая» (2000), «Агитатор» (2001), «Якудза: Кладбище чести» (2002), «Очень опасный преступник: Рекка» (2002), «Возвращение к истокам» (2003). Также образ якудза присутствует во многих других кинокартинах: «Пьяный ангел» (1948), «Лето в Японии: двойное самоубийство» (1967), «Якудза» (1974), «Чёрный дождь» (1989), «Разборка в Маленьком Токио» (1991), «Американский самурай» (1992), «Американский якудза» (1993), «Плачущий убийца» (1995), «Гонин» (1995), «Гонин 2» (1996), «Чёрный ангел» (1997), «Такси 2» (2000), «Ичи-киллер» (2001), «Убить Билла» (2003—2004), «Тень якудза» (2005), «Тройной форсаж: Токийский Дрифт» (2006), «Война» (2007), «Подобный дракону» (2007), «Инцидент в Синдзюку» (2009), «Росомаха: Бессмертный» (2013), «Отряд самоубийц» (2016), «Аутсайдер» (2018), «Кровь волков» (2018) и «Мстители: Финал» (2019). В компьютерных играх «Tekken» и «Yakuza» главные герои являются членами якудза. Кроме того, выпускается модная одежда под брендом «Якудза».
Широкую известность после окончания преступной карьеры приобрёл Нобору Андо (в прошлом — босс криминальной семьи Андо-гуми, которая включала 300 членов и контролировала токийский район Сибуя). Он опубликовал мемуары под названием «История человека написана на его лице». Сыграв в 1965 году в экранизации этой книги самого себя, он стал одним из самых востребованных актёров Японии: снялся более чем в двух десятках картин киностудии Toho, а затем — в 51 фильме киностудии Toei.
В 2004 году в Японии, а в 2007 году в Великобритании была издана книга «Луна якудза: мемуары дочери гангстера», написанная Сёко Тэндо — дочерью реального мафиозного босса. Кроме того, теме якудза посвящено множество документальных книг и криминологических исследований.
Якудза появлялись в шоу «Смертоносный воин», где сражались с мафией. Кроме литературы, художественных и документальных фильмов образ члена якудза широко представлен в телесериалах, манга и аниме (даже в таком непривычном для образа мачо жанре, как яой).
Фильмы о якудза делятся на несколько жанров. В 1960-х годах были популярны фильмы жанра нинкё, в которых мужественные гангстеры помогали слабым и боролись с произволом сильных (образ «благородного якудза» на экранах олицетворяли актёры Кэн Такакура и Кодзи Цурута). Позже появились фильмы жанра дзинги о «бесчестных якудза», которые не знали чувства долга и предавали своих друзей (в этом жанре прославился кинорежиссёр Киндзи Фукасаку). Близкими к этому жанру были дзицуроку — фильмы «хроники», популярные в 1970-х годах. В них прототипами главных героев выступали реальные люди из криминальных хроник и реальных группировок. Самая известная работа этого направления — четыре части цикла «Битвы без чести и жалости», вышедшего в 1973 году и рассказавшего о противостоянии гангстеров в послевоенной Хиросиме. Также в 1973 году вышел фильм «Третий глава клана Ямагути», в котором имена людей и названия организаций не были изменены.
В 1986 году вышли два бестселлера — роман бывшего якудза Абэ Дзёдзи «За решёткой не знают раскаяния», по которому был снят популярный телевизионный сериал, и книга Иэды Сёко «Женщины клана», также позже экранизированная. В 2015 году вышел документальный фильм «Якудза и конституция» производства компании «Токай Тэрэби», вызвавший широкий отклик.

## Комментарии
1. ↑  В японских словарях это слово означает «объединение незаконопослушных лиц, совершающих преступления с применением насилия», но сами якудза считают его оскорбительным.
2. ↑  Буквально переводится как «деятели общих собраний».
3. ↑  В старые времена сансита выполняли роль слуги и охранника в доме оябуна, их набирали из числа так называемых баракэцу — портовой шпаны и обездоленных крестьян, осевших в городе.